# Mos maiorum
Il mos maiorum (dal latino mōs maiōrum, letteralmente «usanza, costume degli antenati») rappresenta il nucleo della morale tradizionale della civiltà romana. Per una società come quella romana, le tradizioni sono il fondamento dell'etica: esse comprendono innanzitutto il senso civico, la pietas, il valore militare, l'austerità dei comportamenti e il rispetto delle leggi. Il Mos maiorum, fondendosi nell'insieme dei valori acquisiti in seguito all'ellenizzazione della cultura latina, darà vita alla humanitas.

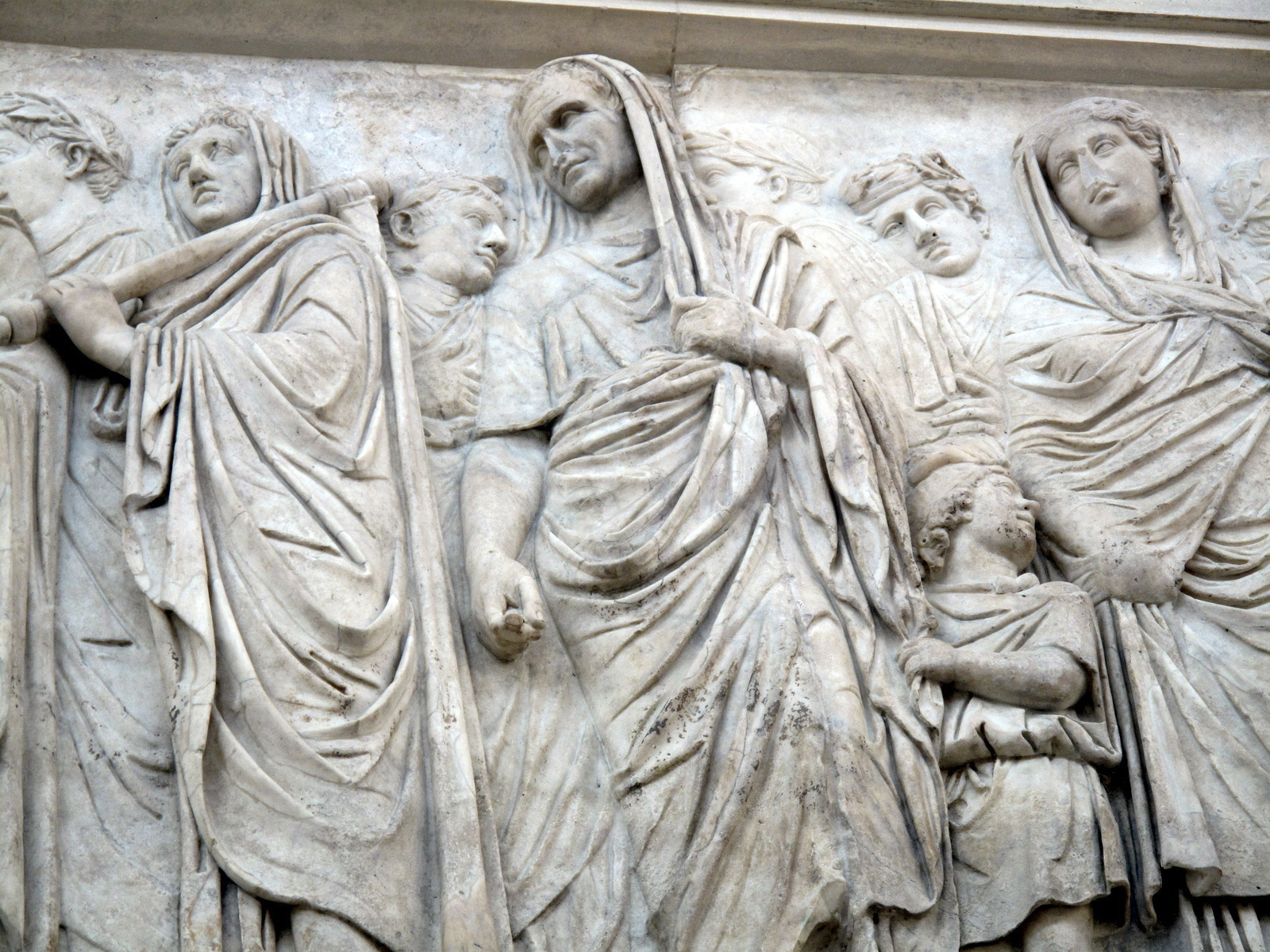
Rilievo sull'Ara Pacis con sacerdoti e dignitari imperiali romani.

Il termine mos, puntualmente e invariabilmente tradotto con il termine riduttivo costume a livello scolastico, è in realtà un termine latino molto più ricco semanticamente e ha valore insieme ideale e pragmatico, in quanto comprende il sistema di valori di un singolo individuo o di una società e, contemporaneamente, la prassi che coerentemente ne deriva. Da mos deriva l'italiano "morale".
Il termine mores era già usato nel periodo protostorico dalle tribù stanziate nel territorio laziale, in riferimento a usi di tipo magico-religioso. Ne dà una definizione Sesto Pompeo Festo:
Dal periodo regio all'età imperiale, i mores, vengono a identificarsi come un corpo di princìpi e di valori esemplari per la comunità romana di quell'epoca e nelle seguenti. Chiunque non rispettasse il "Mos maiorum" infrangeva il codice degli insegnamenti etici e morali romani.

## Morescome costume e usanze
I mores sono dei precetti normativi accettati da tutta la comunità, poiché investiti di un'auctoritas. Questi mores non solo sono un'usanza investita di sacralità, bensì rappresentano un abbozzo di 'costituzione' per l'intera comunità romana obbligata a seguirli. Si riteneva infatti, soprattutto in epoca regia, che il rispetto di tali precetti proteggesse dalle forze dell'occulto, in quanto espressione del soprannaturale e della volontà divina. I mores, come sistema di credenze e di valori universalmente riconosciuti e unanimemente condivisi all'interno della civiltà romana, informavano a sé, l'agire pubblico e privato dell'individuo. Non si è certi, ma è possibile che i mores, una volta emanati, avessero la funzione di creare un precedente normativo.

### Storia

#### Protostoria: dal X secolo a.C. alla metà dell'VIII secolo a.C.

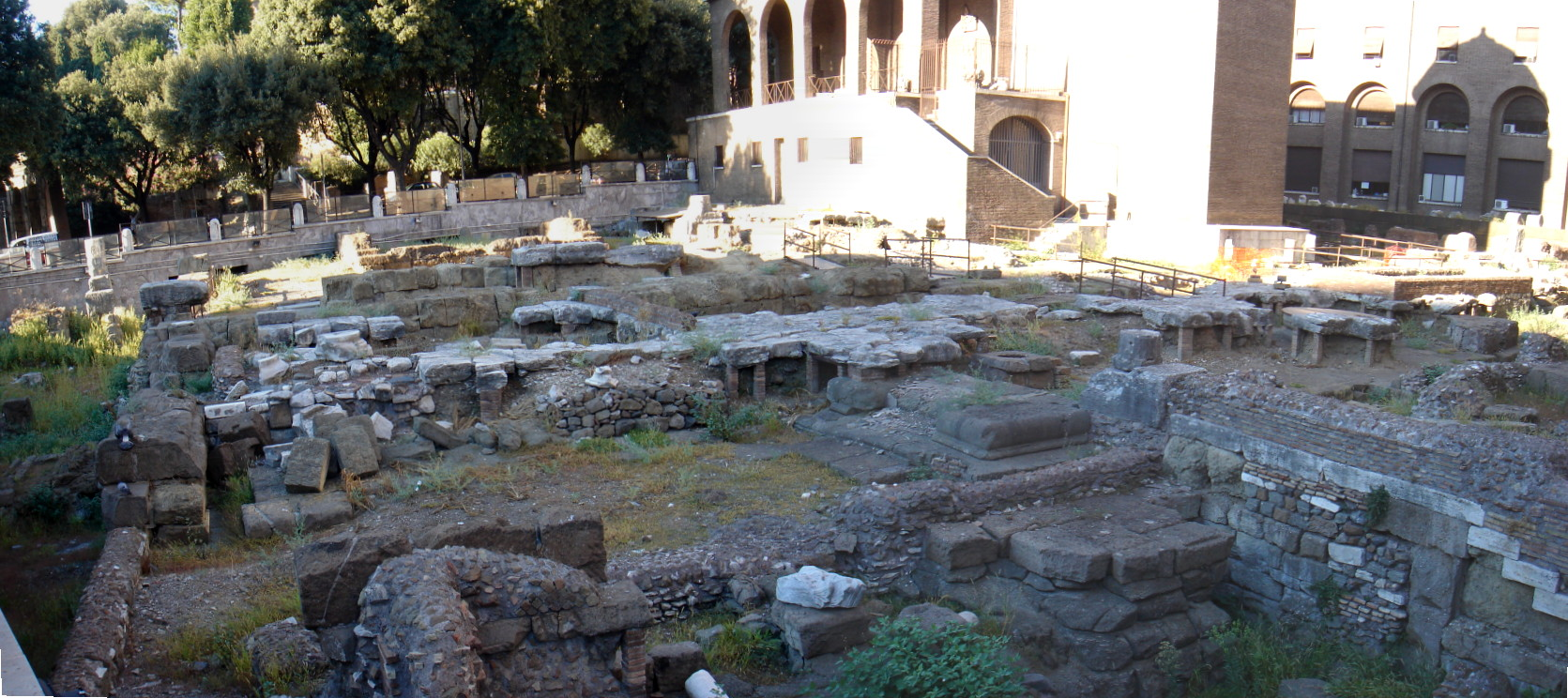
L'area "sacra" di Sant'Omobono dove si sono svolti gli scavi e lo studio di testimonianze relative ai popoli latini anteriori all'VIII secolo a.C.

Secondo le opere storico-giuridiche di Gaio e Sesto Pomponio i mores, sono usi e costumi delle tribù che si unirono fondando la città di Roma.
In quella prima fase erano solo i mores a identificarsi con il diritto romano, costituendo il modello al quale gli appartenenti alla comunità adeguavano il loro comportamento: tali modelli derivavano da secoli di usanze precedenti, risalenti ai pagi. Gli studiosi ritengono che antecedentemente all'età regia, quindi nel corso della fase pre-civica, i mores si basassero sul comportamento delle familiae, e, successivamente, a partire dalla metà dell'VIII secolo a.C., anche delle gentes, nel rispetto delle forze naturali, secondo l'interpretazione dei sacerdoti, che, a mano a mano li raccoglievano tramandandoli oralmente, e custodendoli in archivi sacerdotali segreti.
In un primo momento i mores non costituirono leggi effettive ma, soprattutto nella Roma precivica, erano precetti unanimemente condivisi e attuati dalla comunità. Intorno al X secolo a.C. i sacerdoti raccoglievano tramite forma orale, e probabilmente anche per iscritto, tali usi, mantenendoli segreti. In questo periodo erano gli unici detentori di conoscenze giuridiche, e uno dei loro compiti consisteva nel rivelare, sempre segretamente, questi usi, al soggetto che li richiedesse o piuttosto a interpretarli nel modo che ritenessero più adatto. Quindi consigliavano al richiedente una condotta da seguire per conseguire un proprio legittimo interesse o per difendersi correttamente da un diritto altrui. Ciò perché nel diritto dell'epoca era insita una forte componente morale, che occorreva dunque rispettare, seguendo determinate ritualità nelle dichiarazioni, nei comportamenti e in generale nell'agire sociale, tanto pubblico quanto privato. Tali modalità continuarono a vigere sia nel periodo regio sia in buona parte del repubblicano. Nell'età regia l'interpretazione fu affidata al rex e al Pontifex Maximus, talvolta congiuntamente.

#### Età regia

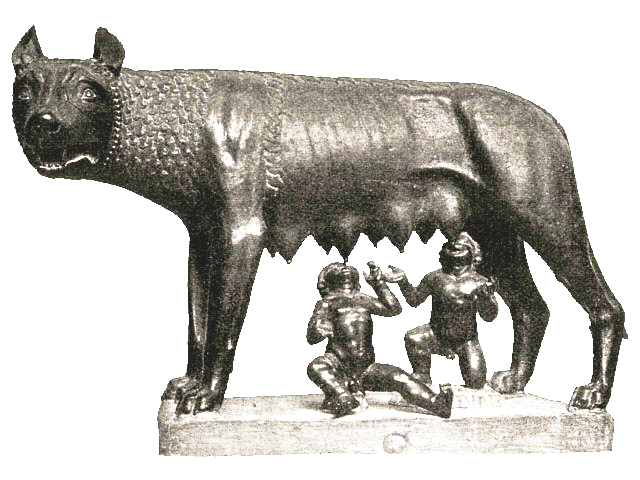
La lupa capitolina, Romolo e Remo.

Nessuna fonte tramanda nulla di preciso sui mores nell'età primitiva di Roma, e di come si evolsero nel tempo. Solo Sesto Pomponio confidava che, con i primi re, fu necessario definire norme scritte, tanto da generare l'atto normativo delle leges regiae. Grazie anche ad altre fonti, tra cui Plutarco, Cicerone, Sesto Pomponio, conosciamo queste norme emanate dai re, anche attraverso l'intervento del Pontefice massimo.
Gli storici hanno ipotizzato che ci potesse essere un profondo collegamento tra "leges regiae" e mores, dal momento che anche il pontefice possedeva l'autorità per emanarle. Si ritiene dunque che alcuni di tali atti, con qualche modifica, altro non siano che costumi diventati leggi. Secondo la tradizione, è in quest'epoca che si emanarono in forma scritta le leggi, benché il primo non fu Romolo, che le emanò sempre in forma orale, anzi la prima compilazione, che si perde nella leggenda, sarebbe il fantomatico Liber Numae di Numa Pompilio, che tuttavia non ci è pervenuto: in questo libro, infatti, si sarebbero raccolte le norme sia stabilite da Romolo sia da Numa Pompilio, segnatamente i riti sacerdotali sicuramente derivanti dai mores. Trassero ispirazione da tali scritti anche i re successivi, creando nuove leges, e, probabilmente anche nuovi mores, in parte ripresi o sviluppati dai mores attribuiti a Numa. La tradizione successivamente ci parla anche di altre opere, come il Commentarius di Servio Tullio e i Libri sibillini, che Tarquinio il Superbo ricevette dalla ninfa Sibilla, nei quali sarebbero raccolti alcuni riti religiosi.
Tutti gli atti normativi dell'età regia sono comunque scomparsi, a causa dell'incendio che colpì Roma nel 390 a.C. per opera dei Galli di Brenno. Comunque, sia le pratiche tradizionali, sia i rituali arcaici, affondano le proprie radici nelle consuetudini collettive.

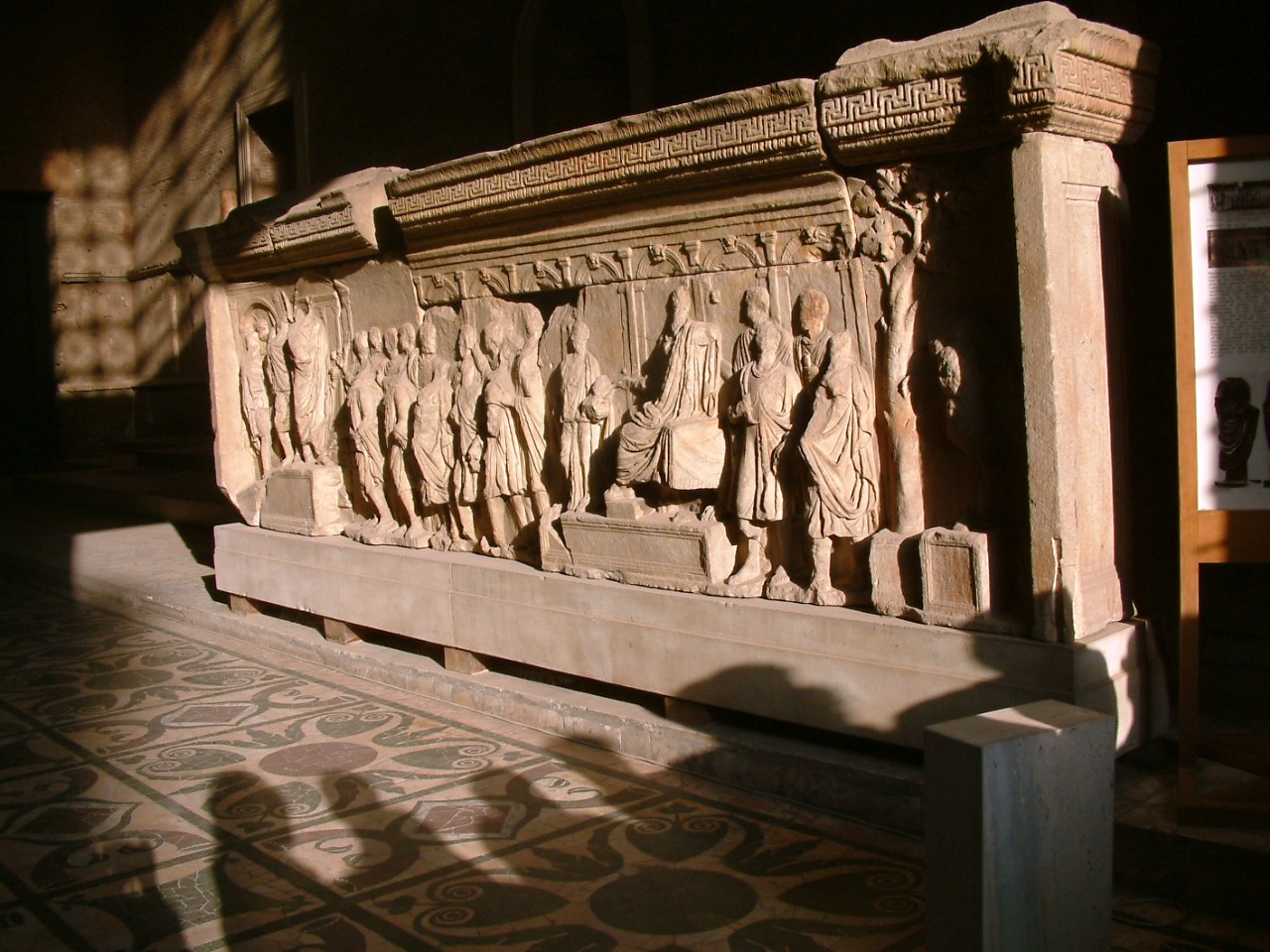
Interno della Curia, antica sede del Senato.

A un certo punto però i mores non furono più sufficienti, in quanto il popolo romano richiedeva un diritto più sicuro e non incerto, come attesta l'Enchiridion di Pomponio:
(Sesto Pomponio, Enchiridion. traduzione)
poi, più avanti, ci parla di leggi regie, emanate dai re della tradizione:
(Sesto Pomponio, Enchiridion.traduzione)
Nell'età regia anche il rex era a conoscenza dei mores interpretati, e poteva rivelarli. D'altra parte anche il Pontifex Maximus contribuiva all'emanazione delle leges regiae, per cui, alcuni studiosi ritengono che talune di tali leggi siano in realtà mores attuati con, o almeno in parte, un atto normativo regio. Di conseguenza tale agire diventa un'ulteriore modalità di emanazione di mores (seppur indiretto), di mores e legislazioni del periodo precedente.

#### Età repubblicana (509-27 a.C.)
Con la cacciata dei Tarquini si concluse l'età regia, e l'unico diritto ritorna a essere le rivelazioni e l'interpretazione dei soli Pontefici dei mores. Però in questo periodo, che durerà circa 50 anni, la plebe comincia a sospettare che i Pontefici interpretino solo a vantaggio della classe sociale alla quale appartengono, i patrizi, a discapito degli stessi plebei.
Nella prima metà del V secolo a.C. si giunse a un punto di rottura. Alcune fonti, tra cui Tito Livio e Dionigi di Alicarnasso, raccontano che a partire dal 462 a.C. si creò un movimento plebeo, il cui fine era una legislazione scritta, legislazione che ottennero nel 450 a.C. grazie a un decemvirato legislativo durato due anni, commissione che aveva il compito di elaborare in massime il diritto esistente fino ad allora, dunque per lo più dei mores. Successivamente, dal momento che queste massime non erano di facile lettura, la loro interpretatio era comunque lasciata ai Pontefici e pertanto tenuta ancora segreta, perciò da ritenere sempre rientrante come interpretatio di mores, almeno sino a quando Tiberio Coruncanio non la renderà pubblica attraverso un'interpretazione laica e creando vero e proprio diritto ovvero la creazione dello Ius Civile. D'altra parte però, le XII Tavole erano un'opera che non poteva riguardare e non riguardava tutti i rami del diritto perciò dove non arrivavano le XII Tavole venivano utilizzati e rivelati i mores.
Sempre secondo Sesto Pomponio la prima opera riguardante i mores dell'età repubblicana secondo la tradizione era rappresentata dallo ius papirianum di Sesto Papirio, una raccolta di tutte le "leges regiae" appartenute all'età regia: anche quest'opera si perde nei meandri della tradizione e non sappiamo se sia esistita per davvero. Il primo cinquantennio del V secolo a.C. venne caratterizzato dal regolamento dei mores in forma di massime, ma da Livio e da Dionigi d'Alicarnasso ci viene raccontato che, a partire dal 462 a.C., i plebei, resosi conto che i Pontefici emanavano i mores solo in favore loro o dei patrizi, cominciarono a richiedere un'opera scritta che riassumesse l'essenza dei mores in modo tale da interrompere il monopolio dei Pontefici su questi regolamenti orali, tramandati e conosciuti solo dai sacerdoti. Così con un decemvirato legislativo durato un paio d'anni nel 450 a.C. venne emanata la legge delle XII Tavole. Si trattava di una raccolta dei mores fino ad allora esistenti. Poiché l'opera risultò di difficile interpretazione, venne affidata ai pontefici, che mantennero così il monopolio interpretativo, dove le XII Tavole non contemplavano determinate norme. Tutto ciò mutò con Tiberio Coruncanio, primo pontefice plebeo: egli rivelò i rituali e come venivano emanate le XII Tavole e da qui si osserva la presenza dei primi giuristi laici. Fonti utili potevano essere anche lo ius usucapionis e lo ius Flavianum.
Il primo giurista può essere considerato Sesto Elio, diventato poi anche console, il quale nel 198 a.C. stila un'opera di analisi delle XII Tavole e dell'interpretazione pontificale, oltre alle legis actiones, chiamata tripartita (lat. tripertita). Anche quest'opera non ci è pervenuta, ma sicuramente poteva essere di grande aiuto per capire i collegamenti mores-XII Tavole e mores-legis actiones. I mores dovevano comunque essere ancora molto seguiti nel I secolo a.C. Il giurista Gaio Svetonio Tranquillo ci racconta di un editto di censura emesso nel 92 a.C. che pone i mores quali regolamenti ai quali si devono adeguare tutte le consuetudini si devono adeguare, in caso contrario verranno ritenute inique.

#### Età imperiale (27 a.C.-395 d.C.)

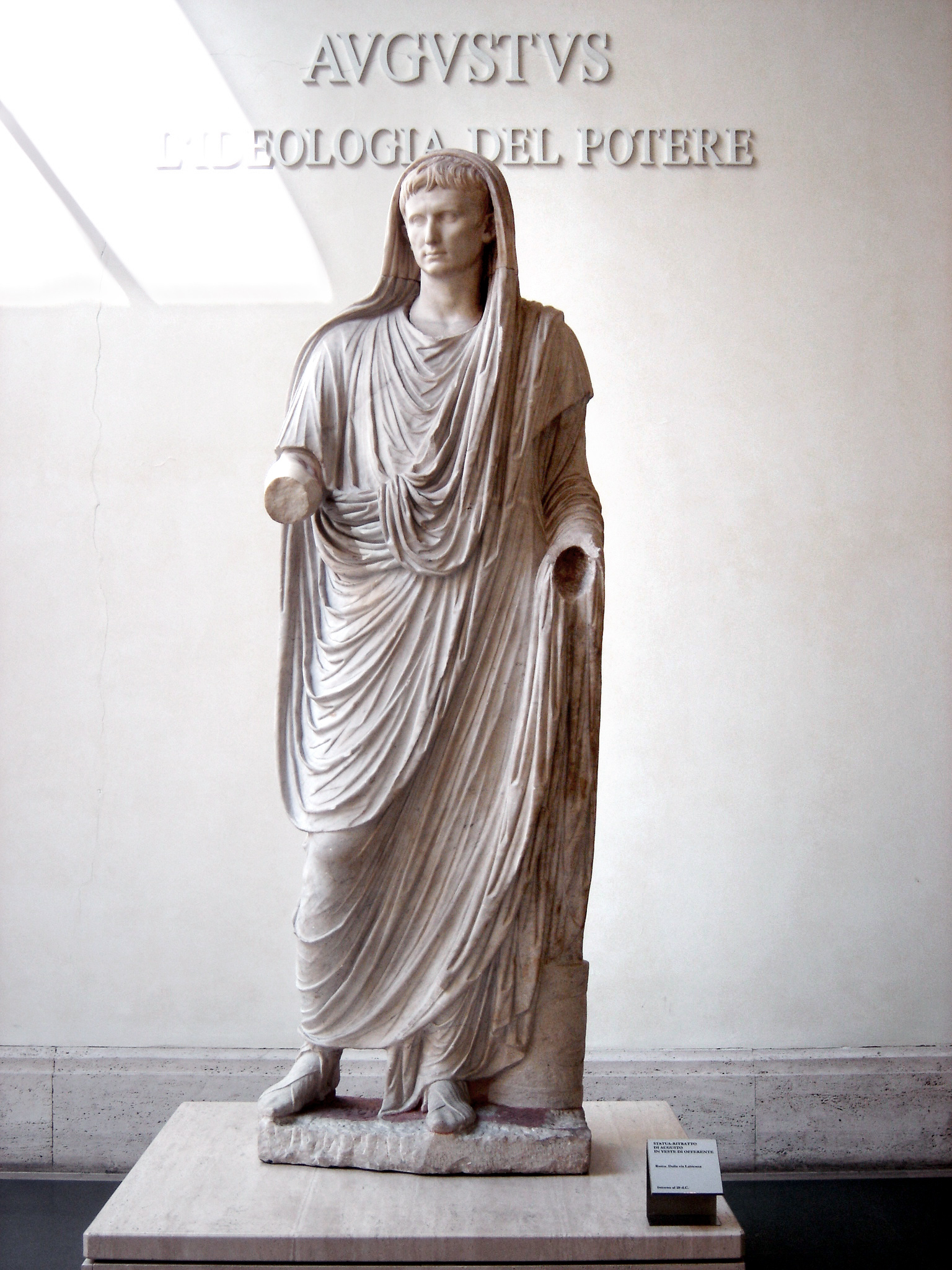
Augusto nelle vesti di pontifex maximus

Con l'avvento degli imperatori romani, è possibile che i mores siano stati decisi sempre da questi ultimi tramite le varie costituzioni che ne delineavano i limiti. Le ultime informazioni che abbiamo sui mores come regolamenti risalgono al II secolo, grazie al giurista Giuliano, dal quale sappiamo che i mores dovevano essere seguiti solo se non vi erano leggi contrarie. Per i periodi successivi non ci sono informazioni, ma è da ritenere che almeno in ambito religioso pagano qualcosa sopravvisse: un esempio sarebbero i sacrifici fatti dal senato sull'altare della vittoria per buon auspicio nelle guerre, poi eliminato nel 382 per volere imperiale, vicino al 380, quando invece l'editto di Tessalonica dichiarava la religione cristiana religione di Stato. Oppure ancora i riti officiati dal rex sacrorum eliminato come figura istituzionale solo nel 390.
Le rivelazioni dei pontefici per quanto riguarda i mores assumono con il tempo sempre minor rilevanza, in quanto molti ambiti vengono sostituiti nell'osservanza di leges, e contemporaneamente sempre più importanza assume la tradizione, già applicata all'interno del sistema giudiziario, si pensi alla "pignoris capio" della quale Gaio ci informa che rappresenta una "legis actio" strutturata in alcuni punti secondo i mores. Se poi lo iudex (giudice) è indeciso su una causa controversa, essendo quel negozio regolato da mores o regole conosciute solo dai pontefici può chiedere che intervenga il Pontefice come arbitro della controversia. Dall'altra parte con l'avvento del periodo imperiale sono gli stessi imperatori a restringere gli ambiti di utilizzo di questi con le loro costituzioni e ne abbiamo informazione dai giuristi. Prima con Gaio Svetonio Tranquillo che racconta di un editto di censura del 92 a.C., che dichiarava:
Infine con Giuliano (II secolo) secondo il quale i mores si utilizzano solo se non vengono previste leggi in quegli ambiti. Dopo il II secolo non si trovano più informazioni, ma sembrerebbe che abbiano perso quasi del tutto la loro rilevanza come atto giuridico, validi ancora per qualche rito pagano addirittura la festività del Lupercalia sopravvisse sino al 495, o forse poco oltre.

### Fonte deimores
All'inizio, nell'età protostorica, le fonti dei "mores" non erano altro che il comportamento dei "patres", considerati i "genus" all'interno della loro famiglia, gruppi parentali stanziati sulle colline, dove i più anziani erano i sacerdoti. È probabile che già questi raccogliessero i culti seguiti in quell'epoca, successivamente delle "gentes", probabilmente prima dell'inizio dell'età regia, furono raccolti dai sacerdoti che li memorizzavano e li tramandavano oralmente, perciò le fonti dei mores erano gli stessi sacerdoti e le loro interpretazioni. In piena età regia i mores furono redatti in forma scritta o ed emanati anche dai re, poi con la fine dell'età regia, l'unica fonte dei mores restarono i sacerdoti, con le loro rivelazioni e la tradizione.

### Moresopera scritta o non scritta?
È un aspetto molto dibattuto dagli studiosi della storia dell'antica Roma. In linea generale si possono individuare tre correnti: 
- nella prima, per alcuni, sulla base di alcune fonti, i mores rappresentavano un regolamento non scritto, come ci informano all'inizio delle loro opere, sia Sesto Pomponio con l'Enchiridion,[28] sia Gaio con le sue istituzioni[29].
- La seconda linea di pensiero affermava invece, che l'essenza dei mores è vera solo in parte.

All'inizio infatti, probabilmente, questi erano emanati e raccolti oralmente a cominciare tra il X e il IX secolo a.C. Le fonti comunque cominciano a essere menzionate a partire dall'VIII secolo a.C., molte di queste relative ai mores e alle leges regiae di cui i libri pontificii, i libri augurales, e i libri regii ecc, riportate da autori come Cicerone, che ricopriva anche il ruolo di sacerdote augurale, per cui aveva libero accesso anche agli stessi libri augurales. Anche alcune opere di Plutarco, sono state citate quali fonte di mores, ma ve ne sono molti altri, venendosi quindi a delineare un archivio pontificale in cui vengono raccolti tutti i precetti e le attività effettuate dai sacerdoti, distinguendo opere, rispettivamente con libri per i primi, e commentarii per i secondi. 
- C'è infine una terza linea di pensiero, di tipo induttivo, in cui i sacerdoti erano considerati i redattori dei testi memoriali dei mores, probabilmente giunti fino a noi tramite le informazioni indirette di alcuni storici romani e greci che ci illustrano le leges regiae strettamente collegate ai mores.

Alcune idee, a tal proposito, ritengono che è proprio da queste redazioni scritte che sia nata la legge delle dodici tavole. Ma, di là dalla rielaborazione degli storici antichi, che sicuramente ripresero le norme nelle loro cosiddette citazioni testuali togliendo molti arcaismi, la struttura delle XII Tavole è troppo complessa per aver avuto origine dal decemvirato legislativo ex novo, da leggi non scritte, e ricordate a memoria, in realtà le stesse leges regiae e alcuni memoriali dei sacerdoti utilizzati da collegamento tra i mores e la redazione delle XII Tavole, perciò, molti studiosi ritengono che sia esistito, per forza di cose, qualche documento scritto attinente ai mores.

### Categorie dimores
Alcuni di questi costumi prendono vari nomi e anche se non vengono identificati semplicemente col termine mos, si conoscevano i seguenti:
- i Mores maiorum che identificavano i costumi più antichi o caratterizzati da maggior auctoritas dei maiorum.[34]
- i Mores regionis validi solo in una precisa regione.
- i Mores sacer[35] quelli relativi al culto.
- i Mores familiae, o gentes, validi limitatamente a quello specifico gruppo familiare o a quella gens, oltre che di tipo religioso, come i sacra gentiles, potevano appartenere anche ad altri ambiti, come supervisionare lo stile di un vestito, o di un dato culto ecc.
- i Mores iudiciorum, usi che regolavano lo svolgere delle attività processuali, ambiti in cui si rispettava una determinata forma.
- i Mores militum: usi e costumi militari. Si pensi alla figura del cittadino-soldato che si divide tra le terre e la guerra e si accontenta, da una parte della gloria, e dall'altra della semplicità.

## Morescome forma di diritto (non scritto)

### Storia

#### Dal X secolo a.C. alla fondazione di Roma
Di questo periodo non abbiamo alcuna fonte scritta coeva o di autori successivi; perciò, per stabilire quali fossero le tradizioni, l'unico modo è di utilizzare lo strumento archeologico. Si parla delle popolazioni stanziate nei territori dove poi verrà fondata la città di Roma e tramite i ritrovamenti funerari si cerca di dedurre costumi, tradizioni e struttura della società di quel remoto periodo.

##### Nella struttura familiare
Prima di tutto, sulla base dei corredi funerari rinvenuti nel corso degli scavi archeologici, si è dedotto l'esistenza di una differenza di attività tra la popolazione maschile, che si dedica alla raccolta-coltivazione, alla caccia, trovandosi in una zona boschiva, e alla guerra, e la popolazione femminile, dedita alla tessitura e ai lavori domestici. In questo periodo esiste solo la struttura familiare della familia, non ancora quella della gens. Le familiae sono sempre caratterizzate dal potere patriarcale, dove il pater ha potere assoluto, compreso quello di decidere i riti all'interno della famiglia in quanto genus di questa. I primi insediamenti sono di tipo strettamente familiare, cioè il gruppo semi-nomade o sedentario stabilito su un colle è una famiglia o comunque un nucleo unito da legami parentali. Poiché sono stati rinvenuti corredi funerari di diversi livelli qualitativi, cioè corredi funerari più ricchi e meno ricchi, è da ritenere possibile che vi fosse già una differenza di livello economico tra le varie famiglie, ma non si può dire se già esistevano classi sociali differenti.

##### Nei riti religiosi

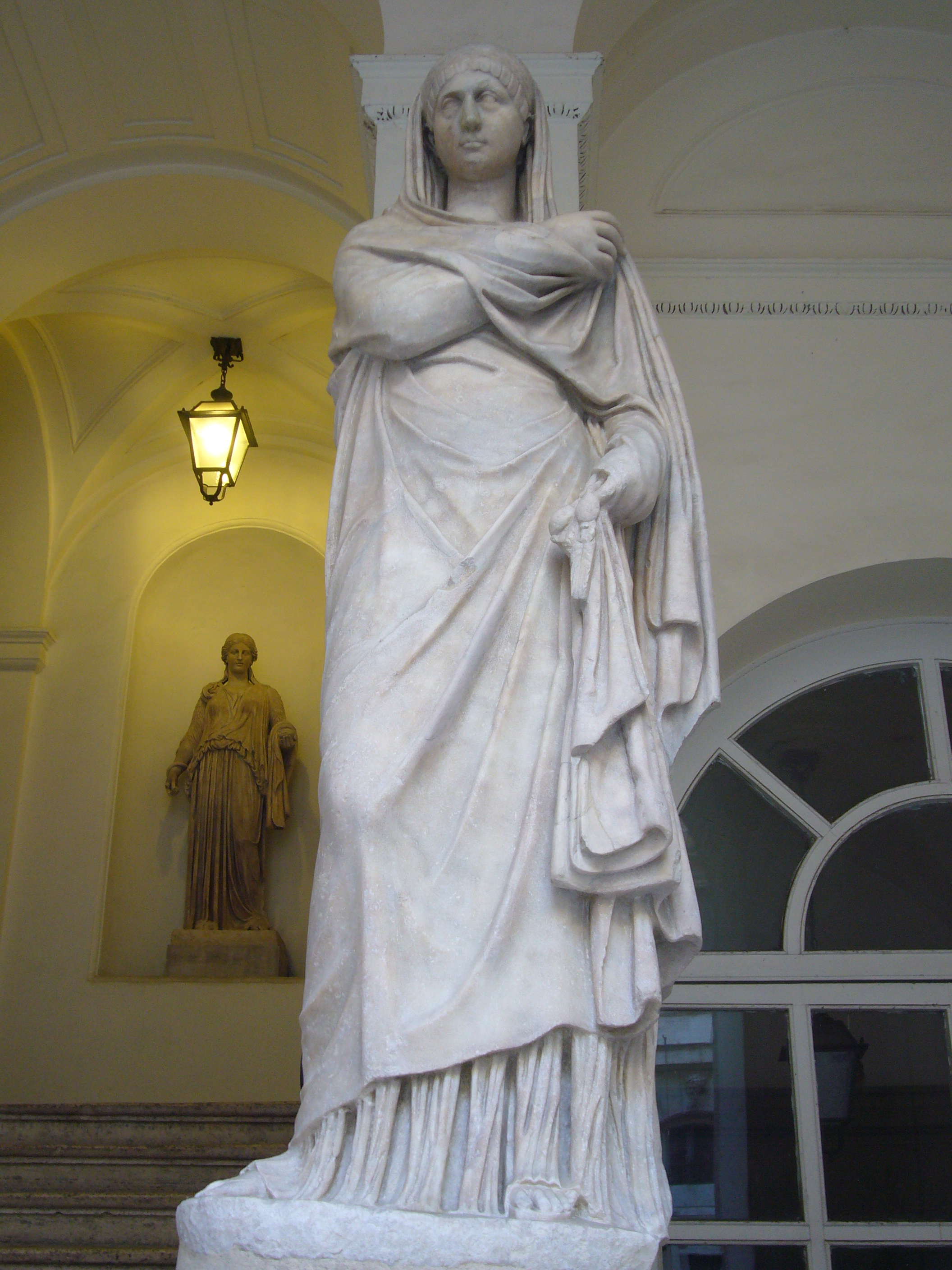
Vestale (Roma, Palazzo Braschi)

La religione di questo periodo è riconducibile dal confronto con le culture più primitive dei nostri giorni. In particolare, alcuni studiosi fanno rilevare l'analogia tra la popolazione malese, che credeva nell'intervento di forze soprannaturali nella vita di tutti i giorni; questo sarebbe provato dal fatto che alcune fonti parlano di numen o numena, "forze", secondo le credenze dei popoli più antichi, stanziate in questi territori identificate, non come divinità, ma come "forze singole", ognuna delle quali possedeva un proprio compito, "forze" che circondavano letteralmente la familia, e in senso più esteso le comunitas, in grado di intervenire nella vita di tutti giorni. Per queste popolazioni, ogni "forza", nella realtà, agisce all'interno di uno strettissimo ambito, per esempio si cita la forza che fa muovere un fiume, oppure quella che causa la pioggia, ecc. .. ecc. .. Per favorire l'azione di queste, i Sacerdoti del tempo, avevano codificato l'osservanza di specifici riti, Sacerdoti che, in questo periodo non erano altro che gli anziani del gruppo semi-nomade. Non sappiamo nulla dei riti seguiti, tranne di uno usato anche in età storica, ovvero il rito del Septimontium, una processione che riuniva tutte le popolazioni stanziate nei colli romani o vicini che partiva dal Palatino e attraversa molti colli vicini. Questo rito collettivo dimostrerebbe la somiglianza religiosa di tutte queste popolazioni, ma questo servirebbe anche a rinnovare la pace tra le varie popolazioni: il rito veniva celebrato l'11 dicembre. I riti di questo periodo, almeno la maggior parte, utilizzavano come donazione alle forze i legumi. In particolare questo rituale è stato individuato grazie agli scavi archeologici, ma anche secondo quanto diceva Plinio sull'utilizzo nei riti delle fave. A prima dell'età regia risale anche il culto di Vesta e delle vestali che dovevano custodire il fuoco di Vesta. All'inizio dovevano essere solo due, la prima vestale di cui si ha notizia è la madre di Romolo Rea Silvia vestale, esistita di certo, prima dell'età regia di Roma.

##### Nei rituali funebri
Il rituale prevedeva, nel X secolo a.C., la cremazione del corpo, su un rogo, per un periodo prolungato dopo di che il fuoco viene spento, probabilmente col latte, poi le ossa raccolte in un vaso chiamato ossuario, collocato in un vaso più grande chiamato dolio, al quale veniva affiancato il corredo funerario di oggetti in miniatura, ritenuti utili per la vita nell'aldilà. Da tali riti e comportamenti si è dedotto che le popolazioni di quel tempo credevano nell'esistenza di una vita oltre la morte.
Fino a circa l'830 a.C., si osservano tre tipologie di rituali differenti: quello della cremazione, già esposto, quello in cui il vaso coi resti veniva deposto in una fossa chiamata pozzo, oppure il terzo in cui veniva scavata una fossa rettangolare per deporre il cadavere in posizione supina. Il periodo successivo fino al 770 a.C., vide il rituale maggiormente in uso della fossa rettangolare col cadavere supino, alcune volte veniva usata la cremazione, mentre il corredo funerario era caratterizzato, non più da oggetti reali in miniatura, ma da oggetti veri, per esempio venivano deposte di fianco al cadavere, armi vere, collane, ecc. Successivamente, fino al 730 a.C., troviamo il metodo a fossa con corredo, oppure l'utilizzo di sarcofagi in terracotta simili a una bara. Da 730 al 630 a.C., il seppellimento dei morti avveniva al di fuori dall'abitato, tranne per i bambini, seppelliti vicini o sotto le capanne, posti orizzontalmente in una fossa o nel dolio.

##### Nella divisione del lavoro
Il costume di questi popoli prevedeva che l'uomo andasse a fare la guerra o a coltivare o raccolta mentre la donna si occupava della tessitura e dei lavori domestici e i sacerdoti (le persone più anziane del gruppo) dei riti sacri.

#### Dal 753 a.C. al II secolo d.C.

##### Nella vita politica
La partecipazione nella vita pubblica era parte dominante della vita del cittadino maschio nella Roma antica. La vita pubblica comprendeva politica, esercito, legge e anche sacerdozio.
Nella politica, il cursus honorum divenne la procedura standard di attribuzione delle cariche. L'osservanza di questo percorso veniva considerata convenzionale; comunque ci furono deviazioni dal cursus. Lucio Appuleio Saturnino e Gaio Servilio Glaucia, in associazione con Gaio Mario la sua legislazione e le elezioni, ruppe la tradizione cercando il consenso dei tribuni della plebe. Mario stesso smise di accettare la tradizione dell'élite romana. Mario non fu solo un homo novus di gran successo, ma fu eletto 7 volte console, cosa mai accaduta prima. Queste figure contrastano fortemente con la carriera di Cicerone, che seguì severamente il cursus honorum e mantenne una gran coerenza nel sostenere gli interessi dell'aristocrazia e i valori ancestrali da essa salvaguardati. Cicerone ottenne molta della sua fama dalla sua abilità di oratore, lavorando come difensore e Pubblico Ministero nelle corti.
La legge era strettamente legata al cursus honorum e alle magistracies che un cittadino poteva sperare di ottenere. I membri della classe superiore, avendo una conoscenza maggiore della legge e dell'arte oratoria (dal momento che erano consuetudini parte della loro istruzione), soddisfacevano i ruoli di prosecutore, difensore e persino giudice. Questi ruoli erano doveri tradizionali per la classe superiore, che potevano addossarsene la responsabilità. Sebbene moltissime responsabilità appartenevano alla sfera della vita civile, come era comune nell'era antica, dai romani ci si aspettava anche che servissero nell'esercito.

##### In ambito militare
All'inizio emblematica è la figura in età regia del cittadino soldato che fino ai 40 anni si dedica solo a due attività coltivare la terra e guerreggiare. Successivamente i mores del militare stabiliva che i soldati cittadini venivano obbligati all'arruolamento in caso di minacce riguardanti lo Stato intero, ma dopo Mario entrarono in vigore i soldati professionisti, fedeli ai loro generali. L'esercito romano era originariamente costituito da persone della classe superiore, poiché essi erano gli unici membri della società che potevano permettersi i costi economici delle armi e assenze dal lavoro giornaliero. La speranza degli uomini romani era di unirsi all'esercito e ottenere gloria a servizio dello Stato, e quando non erano impegnati in battaglie o guerre, riponevano le armi e si dedicavano alla vita civile. Comunque, Gaio Mario riformò l'esercito per includere capite censi e sottomettere le truppe al suo controllo prima ancora che a quello dello Stato.

##### Nel diritto di famiglia
I mores stabilivano anche la struttura familiare cioè si limitavano a dare la potestà del pater familias sui suoi consociati nonché la struttura delle gentes, però sicuramente i mores in questo ambito si limitavano solo a dare la giusta struttura e a qualche altro regolamento che però non intaccava il potere del pater nei confronti di chi abbia un debito o un delitto su un suo consociato o lui stesso cioè il cosiddetto formarsi del vincolo corporale poi evoluto in dare o oportere sino ad arrivare a una parvenza di vincolo giuridico.

##### Nella tradizione religiosa
A differenza delle moderne religioni occidentali, gli antichi romani non separarono le pratiche religiose dal servizio allo Stato. Mantennero invece l'usanza dei loro antenati Indo-Europei di un clero legato allo Stato. Per esempio, il Collegio dei Pontefici era custode di diversi culti, Collegio al cui vertice era nominato un sacerdote che poteva anche essere in possesso di una carica politica e/o militare. Gli antichi romani praticavano regolarmente anche il culto degli antenati, dei Penati, divinità protettrici della casa privata e del suo interno, dei Lari, comuni nella religione privata romana, in aggiunta alle figure antropomorfe divine romane. I Lari sono spiriti guardiani, variabili nelle loro manifestazioni a seconda dei ruoli che ricoprivano: come, per esempio, i Lari Augusti, spiriti protettori dell'imperatore. Più comunemente venivano citati i Lari compitali, guardiani degli incroci, e i Lari familiari, custodi della casa. Senza dimenticare tutti gli dei pagani, successivamente assimilati e modificati dalle varie conquiste, molti dei quali per esempio hanno assunto nomi di dei greci.

##### Nel rapporto patronato-clientela
Un altro importante aspetto della tradizione romana è il rapporto tra Patronus e Cliens (patrono e cliente). È il rapporto più comunemente verificatosi tra Patrizi e Plebei, dove in cambio della tutela del Patronus (patrizio), il cliens (plebeo), offriva servizi fino a quando il debito non era stato restituito. Più tardi nella storia romana, dopo la nomina a princeps di Augusto, la maggior parte della popolazione diventò clientela dell'imperatore, finché, alla fine, non lo fecero tutti.

### Morescome regolatori dellelegis actiones
I mores all'inizio, essendo l'unico regolamento esistente disciplinava le legis actiones più antiche, ovvero "legis actio sacramentum in rem, manus iniectio, pignoris capio" e altre che non conosciamo dalle fonti. La "legis actio sacramentum in rem", doveva essere regolata solo dai mores, in quanto unico atto normativo, e la presa della cosa in iure davanti al giudice non doveva essere solo simbolica, ma viene ipotizzato da alcuni studiosi, che, nel periodo più arcaico, avvenisse proprio attraverso una contesa materiale, in un secondo momento diventata più simbolica, e seguita poi da un giuramento con satisdatio. 
Tutti questi aspetti dovevano essere regolati dai mores, e insiti nel sistema istituzionale del tempo, dal quale poi nacquero le leggi. Per la manus iniectio non sappiamo bene come si svolgeva la procedura, poiché non si hanno molte informazioni, ma, in linea di massima serviva per avere una sorta di potestas sullo schiavo o sulla moglie, pronunciando determinate parole, attraverso determinati gesti, come nel caso della legis actio sacramentum in rem, quando l'attore pone la festuca sulla persona che rivendica come suo schiavo. Nel caso della pignoris capio, che, a quanto ci dice Gaio, era ancora in vigore nel suo periodo, e poco modificata rispetto al periodo antico, in quanto molti aspetti erano regolati dai mores, anche se non è mai stato rivelato in che maniera specifica. Oltre ciò, anche la sponsio doveva essere regolata da mores, anche perché nel rito viene menzionato lo ius Quiritium, fortemente legato ai mores.
Da questa analisi si comprende che i mores regolavano le legis actio attraverso sia specifiche parole, sia determinati gesti. In questo modo il gesto o/e la parola eseguita convenzionalmente davano all'atto quel diritto di validità necessario e sufficiente per conseguire quel risultato, esattamente come prevedeva il diritto di quel tempo, ma anche per proteggersi dall'intervento di forze occulte che avrebbero potuto influire negativamente.
Oltre a regolare alcuni punti delle legis actionis, i mores regolavano anche alcuni negozi soprattutto i più antichi, come la mancipio e il trasferimento della res mancipi attraverso il rito della pesatura del bronzo grezzo. Poi, man mano, vi fu un'involuzione dell'istituto, fino a ridursi a mera apparenza, poiché il costo della res si pagava con moneta. La nuncupatio secondo cui si potevanp modificare gli effetti della mancipatio, sembra che prima di derivare da una regola delle dodici tavole, questa sia stata prima un mos, poi rielaborato all'interno della stesura delle XII tavole, come la nuncupatio ebbe stessa sorte l'istituto dell'usus. L'istituto del matrimonio era previsto con la confarreatio, molti riti di tipo religioso con i Lupercalia, e gli auguri con i loro Auspici.

### Moreseius
Ius Quiritium
I mores più antichi sono strettamente correlati col ius quiritium, ovvero il primo diritto romano. Di questo diritto abbiamo informazioni da Gaio, da Cicerone e da altri, poiché viene nominato in alcuni negozi che hanno le loro radici nel periodo più antico come nella mancipatio. Questo diritto si incentra soprattutto nel potere familiare e dominicale o padronale, e va dal VII secolo a.C. al VI secolo a.C., perciò non riguarda il settore delle obbligazioni con l'oportere, o asservimento corporale, sviluppatosi dopo questo periodo, perciò lo ius quiritium è caratterizzato fondamentalmente da mores, leges regiae e foedera.
XII Tavole
Le XII Tavole raccolgono fondamentalmente massime di mores, e infatti, come dicono vari autori antichi, i relativi collegamenti sono molti, per esempio l'usucapio deriva dai mores, prima di diventare una regola delle tavole, oppure la traditio, molto antica anche questa, poi trasformato in legge tabulara, oppure ancora la mancipatio e molti altri.
Ius civile
Lo ius civile, essendo la risultante del lavoro ragionato dei giuristi sulle dodici tavole, rappresenta solo un'evoluzione ulteriore delle dodici tavole, ma anche qui, troviamo delle analogie con i mores : per esempio il rapporto tra patronus (o gens) e cliens e l'obsequium del cliens nei confronti del patronus, ma oltre che nel diritto positivo, vi sono molti collegamenti anche nel diritto processuale derivante sempre dalle XII Tavole, e, trasformate con lo ius civile in formule: l'actio sacramentum in rem, l'agere per sponsionem o la manus iniectio, ecc.

### Ius gentium
Per lo ius gentium invece, bisogna fare un discorso più complesso, poiché riprende e assimila, oltre a istituti di varie popolazioni, anche istituti romani. La risultante è che vengono per esempio ripresi sempre la traditio e la sponsio stipulatio tutte e due derivanti da mores. In questo tipo di ius, viene ripreso anche la fides, valore romano sin ad antico derivante da mores, sul quale si basano nello ius gentium, soprattutto i commerci tra diverse popolazioni.

### Ius honorarium
Per il ius honorarium non abbiamo invece nessun collegamento diretto, poiché nasce dalla iurisditio e dall'imperium del pretore, ma man mano quando si stabilizza, riprende istituti dallo ius civile modificandoli, dall'altra però, riprende anche principi del mos maiorum e della consuetudine internazionale nel commercio; un esempio è nel caso in cui, attore e convenuto, abbiano stretto un negozio secondo la fides del mos maiorum e della consuetudine internazionale, per cui il pretore, per far in modo che le parti rispettino tale fides, concede al convenuto un exceptio doli. Un altro ancora è la concessione di exceptio per non aver rispettato una promessa con sponseo, tipico istituto antico risalente ai mores. Perciò vediamo che certi ambiti sono correlati, e che lo ius honorarium cerca dei rimedi efficaci derivanti dai mores.

### Il titolare dei diritti derivanti daimores
I titolari di diritti derivanti da mores erano veramente pochi, soprattutto nel periodo più antico. Infatti in questo periodo potevano essere titolari solo coloro che erano al centro di situazioni giuridiche soggettive, per esempio, i pater familias: infatti questi potevano aver contratto matrimonio, dunque i mariti o avere un cliens, cioè il patronus, oppure il patres nei confronti dei consociati della familia, gli alieni iuris, oppure i militari: per esempio i celeres, anch'essi al centro di riti specifici, oppure i sacerdoti ecc. Sempre nel tempo antico coloro che non potevano essere titolari di diritti erano certamente quelli che non potevano essere titolari di situazioni giuridiche, ovvero coloro che non possedevano almeno tre requisiti: la libertà, la cittadinanza romana, e la potestà su persone, alieni iuris, cioè lo status di pater familias. Nel periodo preclassico e classico la situazione cominciò a mutare, con la potestà del pater che diventa sempre meno patrimoniale, e il crearsi della distinzione tra situazioni da tutelare e interessi. Probabilmente anche i filii familias poterono essere titolari di diritti derivanti da mores.

### Sanzioni in caso di non osservanza deimores
La non osservanza dei mores da parte di un soggetto prevedeva diverse conseguenze. Inoltre, che qualsiasi decisione sottoposta ai valori contenuti nei mores generava un precedente giudiziario. Nel periodo pre-civico e regio, era la stessa comunità che garantiva l'osservanza di riti: così se un soggetto, per esempio un pater familias, doveva chiedere il tributo a un altro soggetto da cui avesse ricevuto un danno, questi era messo in grado di ottenerlo dalla stessa comunità. Poiché i mores venivano definiti, secondo gli antichi, come espressione corretta della visione della vita, si deve ritenere possibile che per i mores, soprattutto quelli investiti di una maggior auctoritas, dovessero esserci conseguenze simili all'infamia, all'ignominia o anche alla pena capitale. Se invece il mos riguardava l'usufrutto di un diritto o il porre in essere di un negozio, questo non era considerato valido. Quando il mos riguardava determinate azioni criminali come l'omicidio o l'adulterio, il reo nella maggior parte dei casi, andava incontro a una pena di tipo religioso-pagano, come l'essere sacrificato a una divinità (sacertà), il supplicium more maiorum, o la poena cullei, oppure era soggetto al vincolo corporale del danneggiato, poi evoluto nell'oportere. Anche azioni come attirare il malocchio su qualcuno, se in un primo tempo non veniva sanzionato, nel periodo delle XII Tabulae venivano colpite da pesanti sanzioni.

### Differenza tramoseconsuetudo
Negli studi sul diritto romano, fino al XX secolo, generalmente i termini mos e consuetudo vengono considerati sinonimi, aspetto confermato anche da alcune fonti di epoca romana. Recentemente però gli storici, sulla traccia di altre fonti, tendono a non considerare i due termini come sinonimi, individuando invece differenze, lievi ma non del tutto trascurabili. I mores, infatti, sono usi e costumi conseguiti per ottenere il bene dell'intera comunità, e caratterizzati prima, da elementi magico-pagani, poi dall'intervento sacerdotale: i sacerdoti, con le rivelazioni dei mores, conferirono a questi il classico carattere giuridico-religioso. Le consuetudines invece sono usi e costumi che il popolo segue come abitudine, non segnate da un carattere 'sacro', né custodite o attuate dall'ordine sacerdotale: si tratta, dunque, di atteggiamenti e principî non derivanti da usi ancestrali o antichi, ma di più recente formazione, nei quali è assente la componente religiosa e l'intervento sacerdotale.

## Imorescome valori della romanità
Se da una parte abbiamo i mores che identificano costumi e usanze, dall'altra i mores divengono strumenti portatori di valori. In questo frangente i mores assumono una caratteristica di ideologia, soprattutto nell'età imperiale, cioè rappresentano in senso ampio, non più dei singoli costumi da seguire, ma vengono visti nel loro complesso come rappresentanti di virtù che si devono possedere per far del bene alla comunità romana. A questo proposito si affermava che il fondamento dei mores maiorum fosse basato su cinque virtù fondamentali appunto:
1. Fides: la fedeltà, la lealtà, la fede, la fiducia e reciprocità tra i cittadini
2. Pietas: la pietà, la devozione, il patriottismo, il dazio
3. Maiestas: sensazione di superiorità di appartenenza a un popolo civile
4. Virtus: qualità peculiari dei cittadini romani, il coraggio, l'attività politica e militare
5. Gravitas: tutte le regole di condotta dell'antico romano tradizionale, rispetto per la tradizione, la serietà, la dignità, l'autorità, anche se ci furono plurimi valori scaturiti dai "mores".

### Storia

#### Età regia
Già dall'età regia si ritenevano importanti alcuni valori, ma non ne abbiamo informazioni scritte che indicano in che modo, ma sappiamo che già Numa Pompilio edificò un piccolo tempio in onore della fides divinizzata. Sicuramente anche altri valori ebbero la stessa sorte soprattutto quelli ritenuti fondamentali.

#### Età repubblicana
Prima del III secolo non abbiamo nessun documento a testimonianza dei valori morali degli antichi romani, però, quasi certamente vi sono stati, anche in questo periodo, oltre a qualche opera anche un luogo di culto. In tutto il periodo repubblicano, in loro onore, si denota anche uno sfarzo maggiore dei templi, rispetto all'età regia. Come vedremo, ci sono però molti autori che nei secoli successivi dedicheranno, chi più chi meno, le loro opere ai mores, vediamone qualcuno e la loro evoluzione nel tempo:
La figura di Appio Claudio Cieco per i valori non è tanto importante, poiché non abbiamo notizie di opere che riguardano i valori romani. Anche se le sue imprese sono forse in parte leggendarie, fu infatti oratore abilissimo, nonché genio della retorica, rientrante appunto nell'otium del bonus civis. Da non scordare anche le sue Sententiae. Viene considerato un pre - Catone ovvero anticipatore su molti aspetti della figura di Catone il Censore.
Nevio (III secolo a.C.) nelle sue opere fa trasparire l'ideologia eroica; nelle sue cothurnatae traspaiono alcuni valori riguardanti la guerra e i soldati. In vari frammenti del Bellum Poenicum si manifestano valori come la virtus, la gloria, l'onore del soldato:
(Gneo Nevio.)
È la prima opera a noi pervenuta che ci tramanda i valori degli antichi romani; qui si sofferma sul guerriero romano. Non sappiamo se prima venivano messi in rilievo i valori romani, ma da qui partirà l'evoluzione di questi in relazione al mos maiorum.
Successivamente compare nella scena Ennio, che negli Annales, come nella sua opera epica, oltre che di gesta di eroi, si parla anche di valori verso l'ideologia aristocratica celebrando la storia di Roma, resa possibile grazie alla virtus di singoli individui: grandi mores, come l'uso e il costume e i nobili e magistrati che hanno portato prosperità a Roma, come Quinto Massimo. La descrizione di questi valori descritti da Ennio viene alla luce grazie a ritratti di condottieri e uomini di potere; in un verso afferma persino:
(Quinto Ennio.)
In questo verso possiamo notare la coesione e il collegamento tra gli antichi costumi, ovvero i mores come usi e costumi, e i mores come valori della pristina romanità, secondo Ennio elementi fondanti della civiltà romana.
In questo periodo però qualcosa cambia, il successivo autore di cui abbiamo notizia che ci trasmette valori ellenici è Tito Maccio Plauto, il quale è importante, poiché è una sorta di maestro di Terenzio a cui fa da mediatore Plauto Cecilio Stazio. Infatti Terenzio, come il maestro, si ispira nelle sue opere teatrali a valori ellenici sulla riga del maestro, però in questo caso lui aggiunge anche delle morali cosa che invece Plauto non faceva, grazie appunto a questi tre autori. Oltre al Circolo degli Scipioni, la cultura greca con la sua etica e i suoi modelli saranno i mediatori della penetrazione della cultura ellenica in quella romana, anche grazie a Pacuvio, Accio i poetae novi e la satira di Lucilio, fino a Lucrezio nel I secolo a.C. che trasmette alla plebe la dottrina epicurea. Di non meno scarsa importanza è Catullo e i suoi carmen caratterizzati dalla ricerca dell'amore e della voluptas, sottraendosi ai doveri e agli interessi propri del civis romano e dove assumono importanza i sentimenti personali e non l'interesse e il benessere della collettività. Un'altra figura sulla scia di Catullo è anche Properzio, insieme ad altri rifiuta il mos maiorum e i valori della civitas, preferendo un'esistenza dedicata all'amore utilizzando l'elegia.

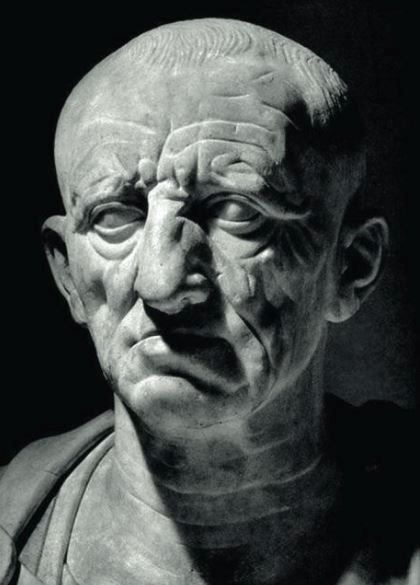
Ritratto senile di cui è stato proposto Marco Porcio Catone come modello.

Il punto di svolta ha inizio quando gli antichi romani vennero a maggior contatto e conquistarono territori nella penisola ellenica. Roma fu sempre influenzata, anche se limitatamente, dalla cultura greca durante il suo sviluppo, ma quando vennero maggiormente a contatto con la loro cultura, gli studiosi romani impararono nuove materie di conoscenza, come la dialettica, la filosofia, la logica e queste furono applicate al diritto, un diritto che ormai, grazie all'influenza greca, si stava man mano trasformando da tradizionalista, con i riti e costumi romani, a ragionato e pratico: la nascita dei vari ius civile, ius gentium, ius honorarium nati dallo studio dei giuristi e dai loro pareri sui casi concreti da cui scaturisce dal diritto più pratico ma mai si allontana dalla tradizione. A questo ambiente ellenizzante, si oppone la figura di Catone il censore il quale dal 184 a.C. si presenta come campione delle antiche virtù romane contro il degenerare dei costumi e le manie di protagonismo ispirate dal pensiero greco. Catone, a favore dei valori antichi romani, scriverà anche diverse opere che ne esalteranno le caratteristiche: il De agri cultura in cui si danno dei precetti per il giusto comportamento di un proprietario terriero (pater familias), da una parte come attività sicura, mentre dall'altra l'attività di soldato, cioè espone le caratteristiche che doveva avere un buon cittadino-soldato che si dovevano fondare su virtù come la parsimonia, la duttilità e l'industria, valori tipici anche della precettistica dei mores maiorum nel tempo successivo, il Praecepta ad Marcum filium:
(Catone il censore.)
(Catone il censore.)
il Carmen de moribus a noi non pervenuto ma ci sono pervenuti solo due frammenti dal Noctes atticae di Gellio:
(Catone il censore.)
(Catone il censore.)
In queste opere l'obbiettivo di Catone è la lotta contro il Circolo degli Scipioni, non tanto per combattere contro la cultura greca in se stessa, ma per contrastare i suoi elementi illuministici di critica e di pensiero sui valori; infatti per Catone le due culture, Romana e Greca, avrebbero potuto coesistere, ma la prima non doveva aver l'ardire di corrodere le sue basi etico-sociali costituite dai mores, dall'azione di critica della seconda. Anche se man mano inevitabilmente la cultura greca fluirà in quella romana.
Nei pochi frammenti giunti a noi dell'opera satira di Lucilio, traspare la sua tecnica di satira e di lamento nei confronti della politica e delle condizioni sociali del suo tempo ma non solo, dai frammenti pervenutici ci trasmette anche di un valore importante, quale l'Urbanitas (il bon ton)
Figura emblematica sulla scia di Catone e di Panezio, dal quale riprende molti pensieri, è quella di Marco Tullio Cicerone, che, tramite le sue orazioni e opere filosofiche, vuole dare una base ideale, etica, politica ripresa dalla tradizione dei mos maiorum alla classe dominante però consentendo l'assimilazione della cultura greca, senza eliminare i valori fondamentali romani, come l'otium e l'humanitas. Tra le opere più significative testimoni di questa linea di pensiero ci sono il De oratore, qualche sentenziae del Pro Sestio. L'humanitas si classificava come codice di buone maniere, oltre ciò Cicerone andava contro l'epicureismo, cioè il disinteresse per la politica, cosa che Cicerone non poteva sopportare poiché un uomo romano si deve interessare alla politica e alla vita pubblica. Cicerone nella sua opera Cato maior idealizza Catone come simbolo della vecchiaia, visto come valore, e dall'altra con l'opera, Laelius, parla del suo amico Lelio e dei fondamenti dell'amicizia, intesa come valore. Non meno importante è il De officiis, opera fondante sullo stoicismo di Panezio per formulare una morale contro il disimpegno politico dell'epicureismo illustrado valori come l'honestum, l'utile, la beneficentia, la magnitudo animi, il decorum e il galateo.
Anche Varrone si occupa dei costumi e si rende conto, come i suoi predecessori, della loro decadenza e ne parla nell'opera satirica, Saturae Menippeae. Emblematica è il Sexagensis che racconta di un ragazzo che addormentatosi si risveglia dopo sessant'anni e si accorge che Roma è cambiata in peggio.
In seguito Cornelio Nepote scrive un'opera sull'argomento dei valori romani; nel suo caso però, col De viris illustribus si sofferma sui caratteri originali di Roma antica, della sua tradizione, e dei suoi valori, mettendoli però a confronto con le tradizioni di altri popoli e compiendo un'analisi sui popoli, secondo cui, questi si distinguono tutti dagli altri con i loro maiorum instituta, però senza criticare come invece fanno Catone o Cicerone.
Sallustio con le sue opere come per esempio il Bellum Catilinae, raccontò di vari personaggi del periodo in cui visse Catilina, tra cui Catone e Cesare messi a confronto, e ai cui personaggi rifilerà dei valori ben precisi: un Catone caratterizzato da integritas, severitas, innocentia e magnitudo animi, e un Cesare con munificentia, misericordia, anche lui con magnitudo animi, affermando che tutti e due erano positivamente importanti per lo Stato romano. Tramite queste opere-ritratto, Catone esporrà i valori tipici degli antichi romani, che, secondo lui caratterizzavano alcuni personaggi della storia. Oltre ciò conduce anche una riflessione sul dilagare del malcostume, che sempre secondo il suo pensiero, è dovuto a continue lotte tra le varie fazioni.
Riguardo a Gaio Giulio Cesare, importanti per il mos maiorum e la sua analisi, sono le opere del De bello Gallico, in cui si racconta della sua campagna militare in Gallia, senza però soffermarsi alla semplice cronaca di guerra, ma analizzando il mos gallicus e la struttura politica gallica, con a capo la figura dei druidi. Questa opera svela che la struttura politica-giuridica della Roma più antica con i suoi sacerdoti e il collegio dei Pontefici non era molto dissimile da quella gallica. Nel De bello civili, oltre alla guerra civile, Gaio Giulio Cesare si sofferma su valori come la pax e la clementia. Ma la vera svolta nei suoi commentarii si trova nel l'esaltazione dell'onore e del valore dei soldati, elogio che si configura come un primo esempio di promozione dei valori della romanità antica, come faranno poi Augusto e Marco Aurelio, e non semplicemente di studio filosofico o protesta contro la decadenza dei costumi, avvenuta sino ad allora.

#### Età alto-imperiale
Nel passaggio dalla Repubblica al principato, centrali furono le figure di Augusto e Mecenate e la loro attività propagandistica dei valori romani, come unione della comunità, l'osservanza dei quali era utile per il benessere della collettività. Viene instaurandosi un tentativo di ripristino degli antichi valori dopo la continua crisi e la loro inosservanza nel periodo precedente, dovuta al dilagare della crisi, in tutti gli ambiti, e in tutto l'impero. I più grandi poeti, anche se legati a Mecenate, non si sentono in realtà obbligati a far risplendere i valori romani nelle loro opere, poiché li sentono anche loro importanti, e le loro idee coincidono con quelle propagandistiche di Augusto. Ma vediamo come rispondono a questa richiesta di propaganda i vari autori:
Se Teocrito mette in risalto il mondo pastorale nella sua semplicità con la sua poesia, Virgilio lo imita ma lo fa anche suo nella prima giovinezza, e come risultato ottiene le Bucoliche. Più avanti scriverà un'opera, le Georgiche, apparentemente ispirate, a causa della crisi, da un programma augusteo di ripristino del mondo agricolo, delle quali non ne risulta traccia. Invece si coglie il collegamento tra Virgilio e la propaganda ideologica augustea, dove vengono esaltate le tradizioni nazionali dell'Italia contadina e guerriera, culminato nella guerra contro Antonio, dove Virgilio persegue il mito nazionale dell'unità italica, per la tradizione, mentre per divinizzare il princeps viene scritta anche l'opera dell'Eneide.
Orazio, a differenza degli altri autori, decide di analizzare, tramite la satira, i vizi invece dei valori. Vizi come gli eccessi, la stoltezza, l'ambizione, l'avidità, l'incostanza, il tutto, volto, non a cambiare il mondo, ma soltanto a trovare una soluzione alla crisi, che pochi possono percorrere. Con il tempo la sua voce satirica viene meno, a causa delle dure critiche ricevute.
Al tempo di Nerone, fu Seneca a illustrarci valori come la beneficentia e la clementia, attraverso la stesura del de beneficiis e il de clementia: Nel primo ci illustra il rapporto tra benefattore e beneficiato, nel secondo illustra a Nerone come si comporta un buon imperatore, il cui valore massimo deve essere la clementia. Lui credeva che con la sua filosofia un imperatore guidato bene poteva diventare un buon imperatore, forse era questa la sua risposta alla crisi.
In epoca flavia, stanco della realtà corrotta di Roma e delle false virtù ostentate ma non praticate, Giovenale, tramite la sua satira, prende di mira personaggi della sua epoca denunciandone la corruzione; descrive i suoi desideri, una città di Roma ritornata agli albori pastorali, che, secondo lui sono il periodo storico migliore mai vissuto dagli abitanti della città.
Tramite le opere di Stazio gli imperatori dell'età Flavia pretendono di esercitare un controllo sulla cultura, come in realtà cerco di fare anche Nerone, tentando un programma di restaurazione sia civile sia morale. Stazio con le Silvae, e la sua retorica fatta con celeritas, analizza i valori tipici di quel periodo imperiale. Tra questi menziona la simplicitas, già ripresta da Ovidio nelle Epistulae, e ancor prima da Seneca. Poi riprende alcune idee di Cicerone, ma sarà utilizzata anche da autori successivi, quali Plinio il Giovane e Marziale.
Una figura un po' a parte è Quintiliano, il quale vede una Roma completamente allo sbando con la crisi dell'eloquenza. Le sue opere si soffermano sulle virtù e i valori che devono possedere un buon insegnante e un buon oratore, analizzando in modo preciso l'arte della retorica, e i rimedi per uscire sia dalla crisi sia dalla corruzione dell'oratoria e dell'eloquenza.
Più tardi anche con Tacito conosciamo i valori: un esempio è nell'opera, De vita et moribus Iulii Agricolae dove esalta il suocero Giulio Agricola per la conquista della Britannia. In quest'operà ci trasmette proprio della virtù guerriera: la virtus. Non solo esalta la figura del suocero, anche quando era sotto un brutto imperatore, come Domiziano, ma anche la sua fedeltà, moderazione e operosità.
Quando ormai sembra che l'influenza alessandrina abbia avuto la meglio sulla cultura romana e la tradizione, ecco che osserviamo la produzione di un'opera di eulogia. Abbiamo un'esaltazione delle Gesta di Augusto, ma sotto la spinta descrittiva della tradizione romana, ma non ellenica, al tempo dell'imperatore Marco Aurelio e tra gli imperatori propagandisti degli antichi valori romani.
A differenza degli altri, però, non si limita semplicemente a propagandarlo tramite gli intellettuali dell'epoca nelle loro opere, ma afferma la sua convinzione, anche nella sua opera senile, "Ricordi o Colloqui con se stesso" dove espone, secondo lui, quali sono gli autentici valori della romanità. Sono a tal proposito illuminanti le parole dell'imperatore Marco Aurelio:
Traspaiono qui gli antichi ideali romani della virtus, della gravitas e della iustitia. Marco Aurelio sentiva il dovere di mettere tutte le sue energie al servizio di tutti, di subordinare ogni suo sentimento e azione all'interesse di tutti.

#### Crisi del III secolo ed età tardo-imperiale, fino a Giustiniano

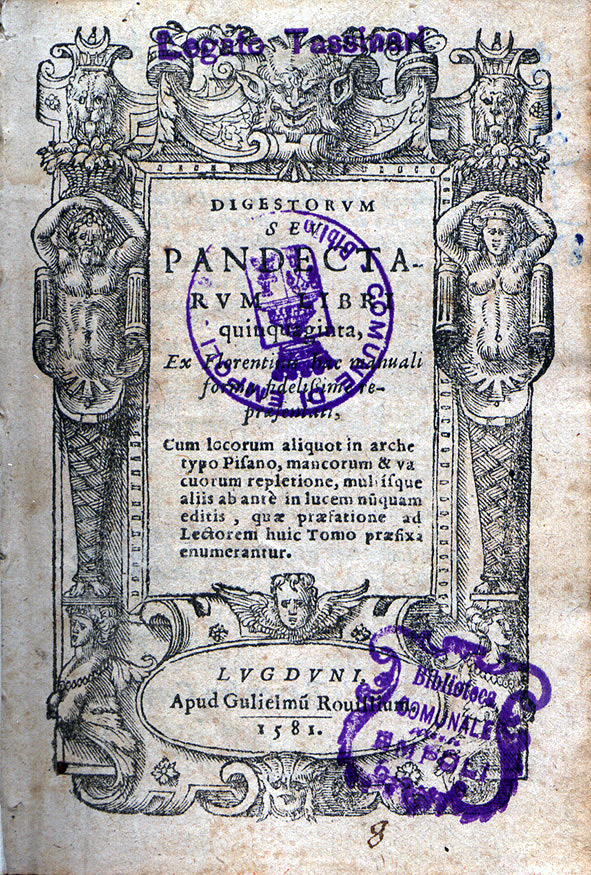
Edizione del Digesta (XVI secolo), parte del Corpus Iuris Civilis di Giustiniano I.

Aulo Gellio con le sue Noctes Atticae è un osservatore attento e scrupoloso dei periodi precedenti, e soprattutto del loro pensiero. Anche in quest'opera troviamo valori tipici romani ripresi da altri autori più antichi; Aulo Gellio li riprende e li fa propri esaltando alcune personalità del passato e le loro idee. Un altro, uno degli ultimi, è lo storico Eutropio, uno degli ultimi innovatori della cultura dei valori e della morale romana col suo compendio, il Breviarium ab Urbe condita. Ripercorrendo il lascito degli storici precedenti, in Aulo Gellio traspare nostalgia, sia per il passato e per la vita pastorale, sia per il grande periodo monarchico.
Dal I secolo viene a diffondersi lentamente la religione cristiana assiduamente combattuta dagli imperatori, poiché i cristiani non riconoscono come dio la figura dell'imperatore e vengono perseguiti sino alla fine del III secolo. Ma all'inizio del IV secolo ecco che il Cristianesimo si fa largo nella cultura romana. Con la crisi religiosa il cristianesimo, molto lentamente, ma inesorabilmente, sostituisce il paganesimo, nonostante le continue lotte da parte dei rappresentanti di quest'ultimo. L'influenza del cristianesimo nella cultura romana è anche più forte rispetto alla cultura ellenica; lentamente cambiano i modi di pensare, gli antichi valori romani vengono sostituiti dai valori cristiani di libertà e uguaglianza di soggetti considerati fratelli gli uni con gli altri. Con i vari editti prima il cristianesimo viene permesso poi diventa unica religione di Stato e qualificata come, cattolica, perciò la stessa concezione della vita cambia rispetto ai valori della tradizione. Però questi vengono ricordati comunque negli scritti, come parte di una cultura.
Come già detto in precedenza, i valori della romanità vengono soppiantati da quelli del cristianesimo, comunque, al tempo di Giustiniano I si formalizzò, attraverso uno studio dei Giuristi classici, una raccolta delle loro idee, e di conseguenza anche dei valori in cui credevano: è il caso dell'opera del Digesto, nella quale si raccoglieva in un'unica opera i frutti della secolare produzione della giurisprudenza romana.

### Valori fondamentali della romanità neimores maiorum
Tutti gli aspetti della vita, compresi i vari ambiti del diritto pubblico e privato, sono stati immensamente influenzati dal costume, formatosi nel corso dei secoli. Alcuni dei suoi componenti meritano una particolare attenzione a causa della loro importanza nel quadro dei maggior mores maiorum. Queste componenti della tradizione rappresentavano una classe di valori che distinguevano il vir bonus dagli altri, e alcuni di questi cominciarono ad assumere una tale importanza nella cultura romana da essere addirittura divinizzati e resi antropomorfi sotto forma di oggetti o animali, vediamoli uno a uno:

#### Fides
| Eliogabalo: Antoniniano                                                                                | Eliogabalo: Antoniniano                                                                                    |
| --- | --- |
| | |
| IMP CAES M AUR ANTONINUS AVG, busto di Eliogabalo rivolto verso destra laureato, busto con drappeggio; | La dea Fides tra due stendardi dell'esercito romano e la legenda Fides EXERCITVS ("lealtà dell'esercito"). |
| 29 mm, 24.45 g, 12 h; coniato nel 219.                                                                 | |

La parola latina fides ha molti significati; comunque, questi sono tutti basati su principi simili: verità, fede, onestà e affidabilità. Può essere vista in uso con altre parole per creare termini come bonae fidei o fidem habere. Nel diritto romano, il concetto di fides rivestì un ruolo importante. Come in tutte le culture antiche, i contratti verbali erano molto comuni nella vita quotidiana romana, e così la buona fede permetteva transazioni commerciali fatte con maggior fiducia. La fides si riscontra anche nel rapporto tra patronus e cliens, tra coniugi, ecc. Se questa buona fede viene tradita, la persona offesa potrebbe intentare una causa contro l'altra che l'ha tradita.
Come dea romana, Fides rappresentava un culto molto antico. Il primo tempio in suo onore risalirebbe a Numa Pompilio, edificato nella città di Roma. Era la dea della buona fede e presiedeva ai contratti verbali. Venne descritta come una donna anziana, ritenuta più vecchia di Giove. Il suo tempio è datato intorno al 254 a.C. e si trova sul colle Capitolino di Roma, vicino al Tempio di Giove. Livio si insinua nei dettagli del culto di Fides e nella sua storia di Roma. I suoi rituali venivano praticati dai flamines maiores, i sacerdoti più importanti, dopo il Pontefice, degli antenati. Questi sacerdoti hanno proposto, nel luogo della celebrazione, la creazione del santuario di Fides in un carro coperto, trainato da una coppia di cavalli. Dal momento che si assumeva che la Fides abitasse nella mano destra di un uomo; essa venne rappresentata, durante il periodo storico dell'Impero Romano, su monete con un paio di mani coperte, a simboleggiare la credibilità delle legioni e dell'imperatore. La copertura delle mani riflette il culto di Fides, in cui l'uomo esegue il sacrificio di coprire le sue mani con le dita per preservare la buona fede religiosa.

#### Pietas

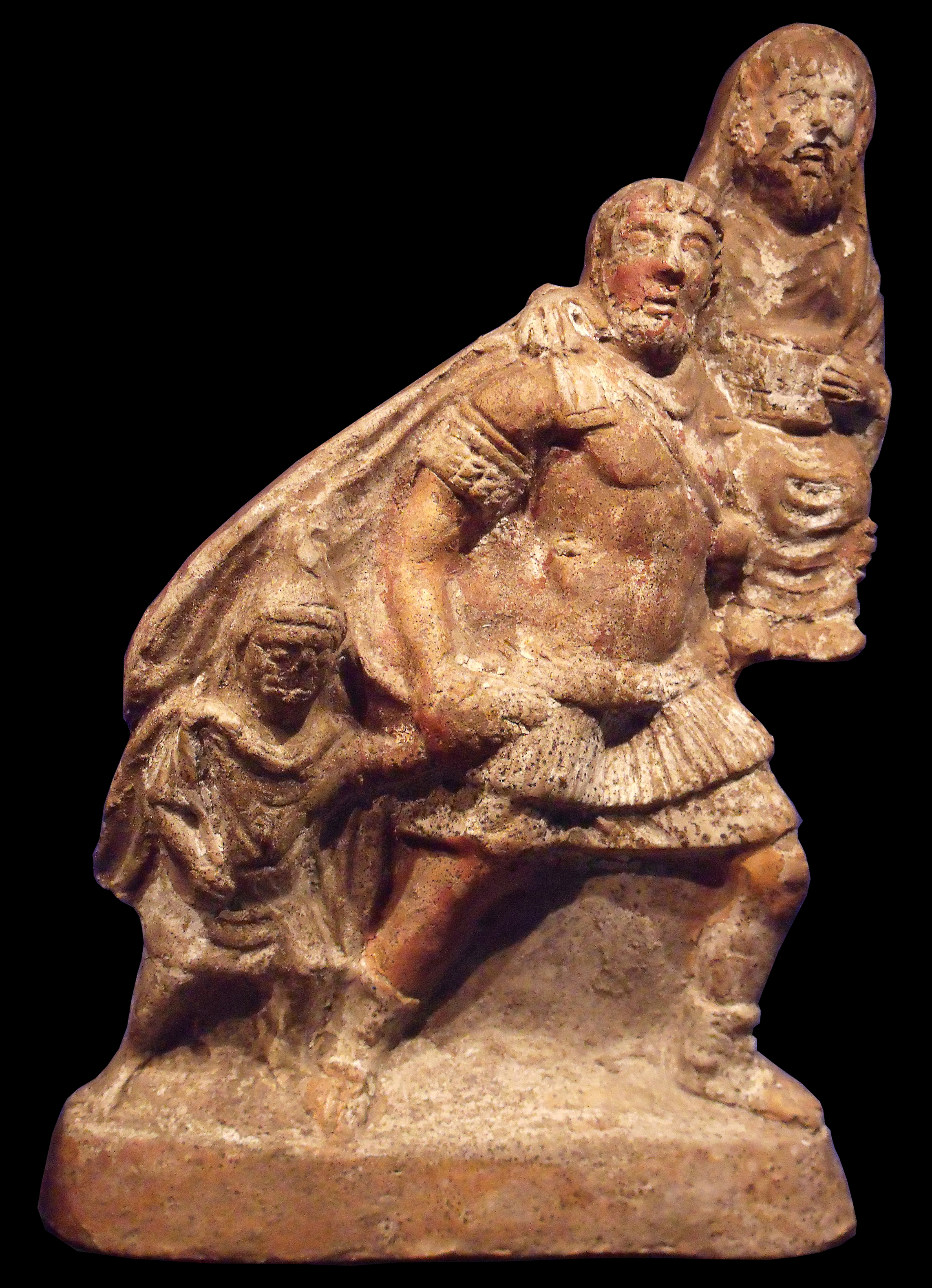
Enea che porta sulle spalle il padre Anchise e tiene per mano il figlio Iulo diviene un'icona della pietas. Terracotta, Museo archeologico di Napoli

Pietas non è l'equivalente del moderno derivato "pietà". La pietas era l'atteggiamento romano del dovuto rispetto verso gli dèi, la patria, i genitori e altri parenti. All'inizio si riferiva alla famiglia, e alla fiducia e al rispetto tra coniugi, poi, la concezione del rapporto si estese tra uomo e divinità: in realtà, non si deve solo parlare di rispetto, ma anche di legame sentimentale e affettivo; gli studiosi lo definiscono amore doveroso. L'accezione del termine comprendeva anche un senso del dovere morale, non solo la mera osservanza dei riti. Come conseguenza la pietas esigeva il mantenimento di buone relazioni un po' con tutti, e non solo, rispettosamente e moralmente parlando. Secondo Cicerone, "pietas è la giustizia verso gli dèi," e, come tale, richiede la presenza, più di un osservatore dei rituali per il sacrificio e di corretta esecuzione di questi, ma anche la devozione e rettitudine interiore della persona. La pietas potrebbe essere visualizzata in molti modi. Per esempio, Giulio Cesare mostrò pietas durante la sua vita, sia cominciando nel 52 a.C. e sia dedicando nel 48 a.C., dopo la battaglia di Farsalo, un tempio a Venere Genitrice. Il tempio è stato dedicato a Venere, come la madre di Enea e quindi l'antenato degli Iulii, la gens di Giulio Cesare.
Augusto, dopo la morte di Marco Antonio e Marco Emilio Lepido, ha costruito un tempio di Cesare, al fine di onorare il suo padre adottivo. Così, alcuni romani, a causa del loro ruolo di pii cittadini, hanno adottato il cognomen Pio. L'imperatore Antonino Pio, ricevette questa aggiunta al suo nome a causa del suo ruolo nel convincere gli anziani del Senato a divinizzare il suo padre adottivo in pubblico, l'imperatore Adriano, per la pietas che ha mostrato verso il suo padre biologico.
Tale è stata l'importanza della pietas, che, nel 181 a.C., in base a Livio, venne costruito un tempio dedicato. Analogamente agli altri concetti astratti nella cultura romana, la pietas è apparsa spesso in forma antropomorfa, e talvolta accompagnata da una cicogna. Venne anche adottata da Augusto come pietas Augusta, per visualizzare la sua pietas, come si può vedere su monete del periodo. Però Cicerone, nel De inventione, ci illustra una più alta pietas, ossia del rispetto del cittadino nei confronti dello Stato, che, nel De re publica, la definisce la pietas maxima; successivamente, con Virgilio, nell'Eneide, la pietas viene a identificarsi con l'humanitas e la misericordia e si trasforma da forma di rispetto per i consanguinei nel provare pietà per la sofferenza altrui.

#### Maiestas
La Maiestas sta a indicare nella Roma antica la dignità dello Stato come rappresentante del popolo. Proprio questo mandato da parte prima delle istituzioni repubblicane, poi con la trasformazione del governo repubblicano in uno imperiale, ha fatto sì che l'imperatore stesso fosse investito di questa majestas e rappresentante del popolo. Da qui viene a crearsi il principio del laesa maiestatis, ovvero crimine verso lo Stato, di quegli individui che deturpavano le opere pubbliche, o nei confronti dell'imperatore o del senato romano rappresentanti della majestas e che venivano puniti gravemente poiché il crimine veniva visto come lesione all'intera comunità che l'imperatore e il senato o gli organi del governo romano rappresentavano. Maiestas, però, ha un altro significato, ossia quello inerente alla grandezza in riferimento al popolo, cioè l'essere fieri di essere un appartenente al popolo romano come miglior popolo, superiore e migliore rispetto agli altri popoli conquistati, una sorta di coscienza di essere quasi un popolo eletto.

#### Virtus
| Galerio: Æ Follis | Galerio: Æ Follis |
| --- | --- |
| | |
| IMP MAXIMIANUS (si intende in questo caso: Gaio Galerio Valerio Massimiano) P F AVG, busto di Galerio rivolto verso sinistra laureato, con elmo e corazza. Tiene la lancia o uno scettro sulla spalla destra, scudo al braccio; | VIRTUS AVGG ET CAESS NOSTR, l'Imperatore Galerio, scudo al braccio sinistro, a cavallo verso destra; trafigge un nemico a terra, mentre un secondo nemico e sdraiato a terra; in esergo AQ P(rima). |
| 28 mm, 8.64 gr, 6 h (prima officina), coniato nel 305-306. | |

Il termine “Virtus” deriva dal termine latino “vir” ("uomo") e indica l'ideale del vero maschio romano. Molteplici sono gli aspetti della virtus. Il poeta Gaio Lucilio afferma che la virtus per un uomo è sapere ciò che è bene, male, inutile e vergognoso o disonorevole. In origine designava il valore in battaglia dell'eroe e del guerriero. La virtus è tale solo se non viene utilizzata per scopi personali, bensì per l'interesse della comunità romana. Dal I secolo a.C. però la virtus non sarà più vista come al servizio dello Stato, ma si separerà da questo ideale per ottenere un obiettivo più pratico: distinguersi dagli altri. La virtus originariamente si trasmetteva da padre in figlio, successivamente, dal I secolo a.C. la concezione di virtus cambia: non è più ereditaria, ma è necessario ottenerla con impegno, superando le gesta degli antenati.

#### Gravitas
La Gravitas, da non confondersi con la parola moderna gravità, rappresentava il valore della dignità e dell'autocontrollo. Di fronte alle avversità, un "buon" romano deve avere una facciata di imperturbabilità. Mito e storia romana raccontano storie di figure come Gaio Muzio Scevola, descrivendole come esempi di gravitas. Alla fondazione della Repubblica, il re etrusco Lars Porsenna aveva assediato la città di Roma, e, con la città in crisi, Scevola tentò di assassinare Porsenna. Tuttavia, Scevola fu catturato. Quando il re minacciò Scevola di tortura, se non avesse risposto alle sue domande su Roma, Scevola pose la sua mano destra su un braciere e la tenne con grande gravitas (auto-controllo). Si racconta che il re, visto il valore di Scevola, rinunciò a Roma. La gravitas di Scevola, non solo gli valse il nome scevola ("mancino"), ma contribuì inoltre a convincere Porsenna a non attaccare i Romani, strabiliato dalla loro fermezza. Dunque la gravitas implica un atteggiamento serio, calibrato, come richiedono le circostanze, senza nessun eccesso. Questo vale per il periodo arcaico e in parte repubblicano. Invece per l'età imperiale la gravitas appare molto meno negli scritti, e, dove se ne parla, il concetto è cambiato rispetto al periodo precedente, dove adesso viene a configurarsi come un falso atteggiamento giocondo, gentile e dolce, ovvero la capacità di adattamento del cortigiano o del cliens che fa qualsiasi cosa per ottenere il favore del patrono o del principe.

#### Altri valori della romanità
Oltre ai valori fondamentali dei mores, gli imperatori con le loro decisioni stabilivano quali fossero i valori da rispettare per rendere la comunità migliore. Dall'altra parte gli autori latini sostenevano i loro valori e buoni costumi, basandosi sulla tradizione dei periodi precedenti, senza trascurare la nuova realtà della civitas in cui vivevano. Ovvero, facevano un identikit del bonus civis, e individuavano i numerosi valori a cui prestar fede, strettamente correlati gli uni con gli altri:
Amicitia
L'Amicitia nell'idealistica romana non intende semplicemente il nostro concetto di amicizia, ma in senso più ampio il legame di alleanza che ci può essere tra due nazioni o il rapporto tra patronus e cliens. L'amicitia è vista dagli antichi romani, come valore volto a perseguire comuni interessi, rappresentato anche da una divinità. Il termine amicitia però si avvicina anche al nostro termine amicizia, soprattutto nel II secolo d.C., collegato a amicus e amor. Lo stesso cliente del patronus veniva definito amico, anche se vi era una differenza di trattamento tra clienti più intimi e quelli considerati "meno amici" ; infatti esistevano diverse "categorie di amicizia", in questo caso, in realtà, chiamare amicus il cliens era semplicemente un fenomeno di cortesia, potendo benissimo essere imposto.
Ambitiosa morte
Il valore del suicidio: i romani lo consideravano una forma di morte nobile, piuttosto che una vita vissuta senza dignità. È un gesto considerato molto rilevante, sia politicamente sia pubblicamente, che riscuoteva molta approvazione nella cultura romana. Nel periodo imperiale poi, questo atteggiamento diventa molto rilevante, e quasi di moda, per protestare contro i tiranni imperiali. L'archetipo del suicida viene rappresentato da Catone l'Uticense, in protesta allo strapotere di Cesare, oppure il suicidio di Petronio, che muore discutendo con gli amici, quasi si fosse addormentato, oppure ancora, il suicidio di Seneca, ma la storia romana antica ne annovera molti altri.
Abstinentia

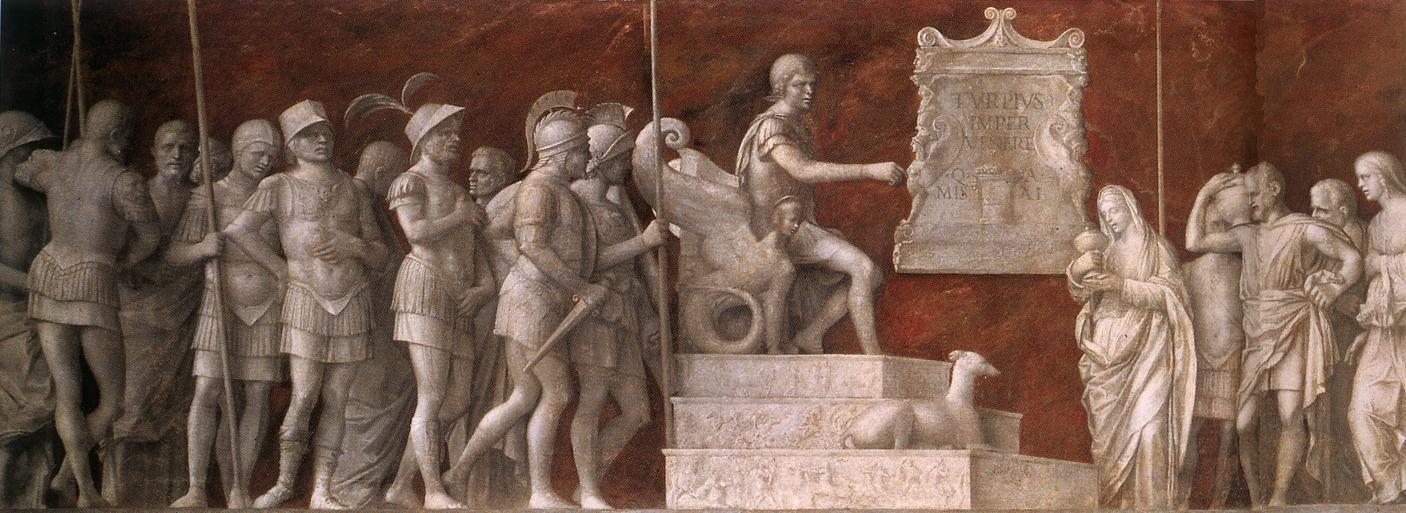
Continenza di Scipione, di Giovanni Bellini (1508)

Disinteresse, onestà, integrità morale. Definisce l'atteggiamento disinteressato, specialmente dell'amministratore nei confronti della cosa pubblica.
Aequitas
È il sentimento che ispira l'eguaglianza e la giustizia, soprattutto in ambito giuridico; esempi ne fa Ulpiano, descrivendo la vera giustizia.
Auctoritas
L'Auctoritas è il valore del prestigio e della fiducia che un uomo, in possesso di questo valore dà, all'inizio collegato alla religione significava far accrescere, aiutare altri. In un secondo periodo, quando divenne un valore tipicamente laico, individuò l'affidabilità, l'ascendente, cioè la sua capacità di influenzare gli altri. Questo secondo stato consiste in un equilibrio tra potere politico e prestigio sociale, la credibilità, la responsabilità personale. Cicerone, invece, la considera un insieme di Dignitas e Virtus. L'Auctoritas in questo caso è una forma altissima di potere, che non si ricollega necessariamente al potere politico, ma esercita la costrizione o il comando tramite la forza di persuasione, grazie al proprio carisma. L'Auctoritas implica una serie di diritti e doveri da chi ne è insignito, per esempio l'attribuire cariche pubbliche o tenere fede ai propri impegni presi. La figura che storicamente se ne avvicina è Ottaviano Augusto che esercitò la sua autorità, non tanto per i poteri che possedeva, ma sapendo dar un ordine senza imporlo, convincendo i propri sottoposti e avendo rispetto per le istituzioni pubbliche.
Benignitas
Bontà benevolenza correlato sia con l'Humanitas sia con la Clementia
Clementia

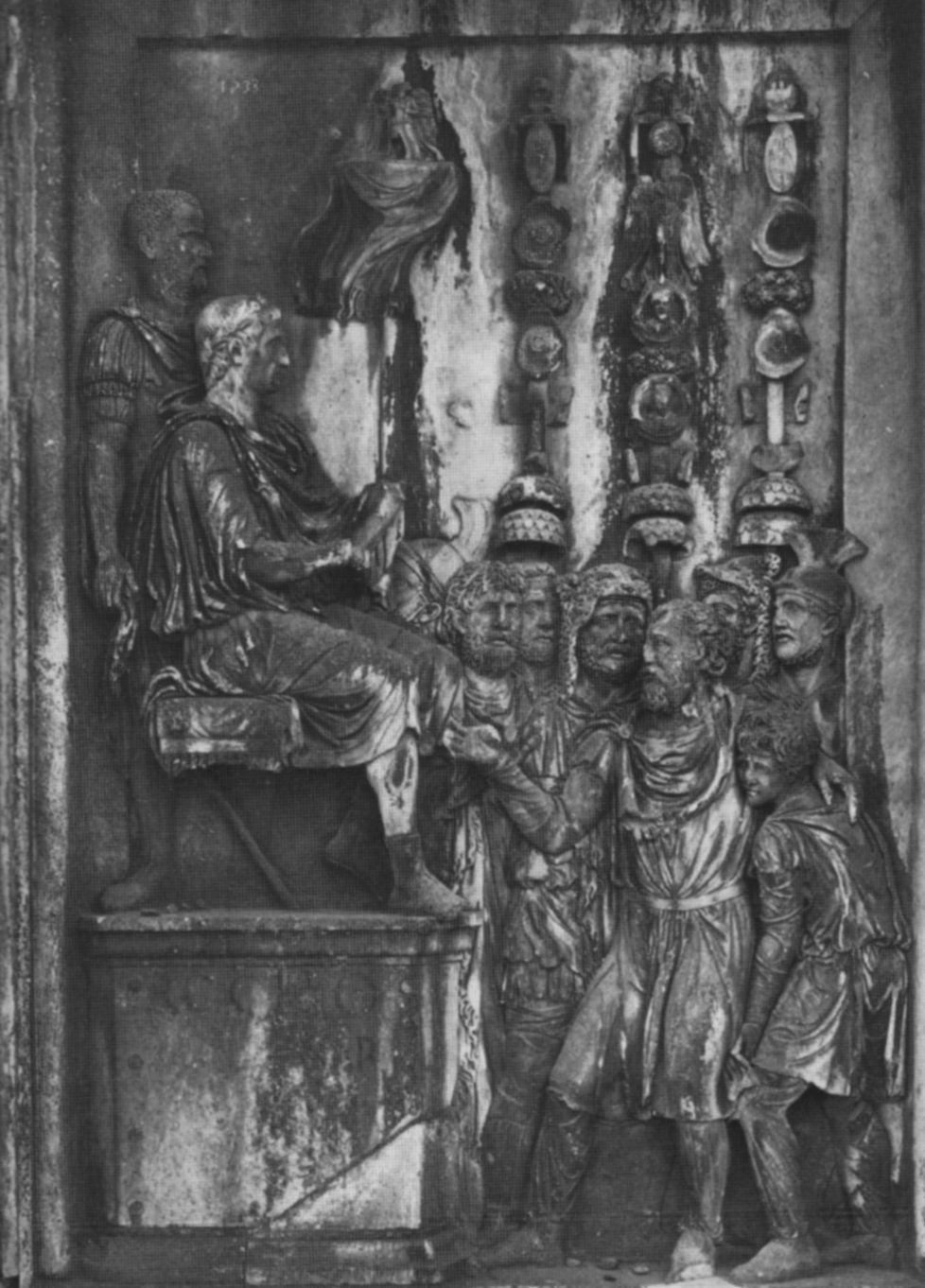
Submissio o Clementia (sottomissione di un capo barbaro): L'imperatore Costantino I-Marco Aurelio, con alle spalle Pompeiano, è su un alto podio davanti ai soldati e agli aquiliferi con signa, e con un gesto di clemenza assolve un principe barbaro che protegge il figlio giovinetto con un braccio sulla spalla (Arco di Costantino).

La Clementia è il valore che tenta di moderare l'animo nei confronti della sconfitta, senza esercitare vendetta, oppure nella dolcezza del superiore che guarda le pene dell'inferiore e ne prova pietà. È correlata alla benevolentia o alla Magnitudo animi. È il comportamento di un uomo che detiene il potere in una determinata situazione ma non si fa dominare dall'ira e dalla crudeltà ma dalla benevolenza, vincendo gli impulsi negativi: il rapporto per esempio del buon paterfamilias nei confronti dei figli alieni iuris o del buon romano verso i vinti. Bisogna fare una precisazione però, poiché secondo Cicerone, bisogna essere clementi contro chi si arrende e si sottomette ma spietati con chi invece si ribella: gli hostes. Questa è una caratteristica che si denota da parte dei Romani nei confronti delle popolazioni vinte, soprattutto quando l'impero si estenderà in maggior misura, concedendo anche agli stranieri posizioni di rilievo nella politica romana.
Concordia
Concordia, accordo, armonia; all'inizio era considerato all'infuori della sfera politica, ma poi, con l'influsso greco viene ad assumere importanza, sia per la sfera politica, sia filosofica.
Consilium
Saggezza, ponderazione, capacità di deliberare. La parola, ricca di implicazioni, appare come uno dei valori della più antica latinità, e indica la riflessione condotta con calma e in piena indipendenza di giudizio.
Constantia
Fermezza, costanza, tenacia, forza d'animo, coerenza. La parola in sé designa la salda perseveranza, la stabilità di un comportamento e di una virtù etico-politica, tipicamente romana. Questo valore, accoppiato con la gravitas, ha svolto un grande ruolo nella storia e nel successo del popolo romano. La Constantia permetteva di tenere i Romani concentrati e attivi nei momenti di grande turbolenza e devastante sconfitta, come ad esempio la campagna di Annibale Barca, in poche parole il valore del non arrendersi mai.
Cultus
È l'osservanza obbligata e la corretta esecuzione dei rituali nei confronti della divinità. Le pratiche religiose romane sono state orientate verso la corretta esecuzione di riti, non verso l'etica e la morale della persona. Gli dei sono lieti se i riti vengono fatti con attenzione dai romani, perciò questi sperano di ottenere un favore attraverso l'esecuzione di sacrifici e di altre formule rituali, se fatte in maniera corretta.
Decorum
Decoro, decenza, ciò che si addice a una determinata persona su certi aspetti simile alla Nobilitas.
Dignitas
La dignitas è il valore della dignità e prestigio di un cittadino romano, e alla considerazione di ciò, da parte degli altri. Questo però riguarda la parte superficiale del prestigio, cioè il rispetto degli altri in senso superficiale e non interno, come l'auctoritas. La dignitas è uno dei risultati finali volti a visualizzare i valori dell'ideale romano e il servizio dello Stato nelle forme di primato, posizione militare e magistrature. dignitas fu il valore della reputazione, dell'onore e della stima. Così, un romano che mostrasse loro gravitas, constantia, fides, pietas e altri valori, sarebbe diventato un romano in possesso di dignitas tra i loro coetanei. Allo stesso modo, attraverso questo percorso, un romano potrebbe guadagnare auctoritas , "prestigio e rispetto".
Disciplina
Disciplina, educazione, formazione civile e militare del cittadino. Disciplina è per il romano fondamento indispensabile dello Stato, visibile attraverso la disciplina militare e in tutti i campi della vita.
Exemplum
Esempio, modello. È il valore costituito da un'azione gloriosa compiuta da un antenato, in dovere di imitare e moltiplicare.
Gingillatio
Valore affermatosi nella tarda latinità, il termine designa una moderata ricerca del piacere senza lasciarsi andare alla sfrenatezza, ma rispettando se stessi e l'ideale di enkràteia (moderazione). Alcuni studiosi sostengono che tale valore si sia inserito all'interno del mos maiorum grazie all'affermazione sempre più crescente del cristianesimo.
Gloria
La gloria è la fama che si ottiene dopo aver compiuto azioni valorose, perciò strettamente collegata alla virtus, per non essere inferiore agli antenati. Elemento che caratterizza la società aristocratica all'inizio seguito anche dal civis novum . Si può anche esprimere come riconoscimento e lode da parte della comunità. Anche la gloria in un primo momento viene ritenuta trasmittibile di padre in figlio e solo successivamente ritenuta da conquistarsi con le proprie gesta.
Honor
Onore cioè la posizione onorifica dopo un dato gesto legato alla virtus e alla gloria.
Riesumatio
Onore riservato alle salme dei defunti ormai sepolte consistente nell'offrire ai morti cibi e bevande, come se fossero vivi, per favorire la decomposizione e allietare la vita nell'Ade.
Humanitas
Era il valore che ci contraddistingue dagli animali e dalle belve feroci e dagli esseri primitivi, ovvero il valore della comprensione e della benevolenza della cultura del buon gusto e dell'eleganza. L'Humanitas in questo caso non è relativa al ruolo di cittadino o del militare, ma riguarda la persona in se stessa, l'individuo. L'Humanitas a un certo punto diviene sempre più elitaria, ovvero patrimonio esclusivo dei ceti aristocratici, che, con la loro educazione superiore tentano costantemente di affinarla: disponibilità, indulgenza, mitezza, dolcezza, moderazione. Nel periodo imperiale questo valore verrà meno, poiché ritenuto un atteggiamento della aristocrazia e di educazione superiore. Viene così a identificarsi nel periodo imperiale una nuova Humanitas popolare che indica affidabilità, gentilezza e buon carattere senza implicare l'educazione superiore.
Industria
Attività, operosità. Il termine designa il valore che spinge l'uomo politico alla zelante collaborazione nell'ambito dello Stato.
Libertas
Libertà. atteggiamento libero fuori dagli artifici in grado di fronteggiare con fermezza qualsiasi situazione esterna. Tipico dell'aristocrazia romana.
Magnitudo animi
Grandezza d'animo, magnanimità, designa l'atteggiamento distaccato e grandioso con cui il cittadino, soprattutto il nobile, si comporta nei rapporti con gli altri.
Nobilitas
Rappresenta in senso astratto, l'aspirazione a essere degni delle virtù degli antenati.
Otium
Se per il modello di cittadino arcaico l'Otium significava assenza di occupazione da parte del cittadino-soldato che o coltivava o combatteva, in età repubblicana viene a identificarsi, a grandi linee da Cicerone, con la mancanza di attività. L'influenza greca però, vide invece l'otium come riposo dalle attività quotidiane nei confronti dello Stato, volto a studio intellettuale: da questo nasce in un secondo momento lo sforzo di Cicerone di vedere l'otium come attività positiva, con delle differenze da quello greco. Infatti nel caso romano viene visto come tranquillità dell'esistenza privata, dedicata ad attività intellettuali, tipo letteratura e filosofia. Cicerone vede l'otium come attività anche politica volta a migliorare la città. Nella tarda repubblica si individuano due otium: otium luxuriosum dedito a occupazioni di nessuna utilità o vergognose e otium tranquillum, sereno e imperturbato del saggio che lavora intellettualmente.
Pax
Esistevano all'epoca romana due valori inerenti alla Pax: la Pax animi, ovvero la serenità e tranquillità del singolo individuo, e la Pax dello Stato. Questo secondo valore era più complesso, infatti viene messo in rilevanza solo a partire dall'età augustea, poiché si denota che attraverso la pax si genera anche il benessere e il buon sviluppo dello Stato, che, con le guerre non c'era stato. Da qui viene a configurarsi come valore, poiché dalla pax deriva l'impero e la situazione di sicurezza del singolo cittadino che non si vede più minacciato da guerre e può vivere serenamente. Già Cesare aveva dedicato templi alla dea Pace nel 49 a.C. poiché si era reso conto dell'importanza per un popolo essere in pace; questa filosofia fu poi proseguita da Augusto che ne introdusse il culto a Roma con l'Ara Pacis, un altare dedicato alla dea Pace alla fine delle campagne militari in Spagna, infine, lo stesso imperatore Vespasiano farà costruire il Tempio della Pace. In realtà anche precedentemente nell'età regia assumeva una certa rilevanza: lo stesso Numa Pompilio desiderava che il tempio di Giano fosse aperto nel periodo di guerra e chiuso in quello di pace. Molti poeti insistono sulla pace come portatrice di fertilità, benessere e di valori sempre positivi.
Pudor
Pudore, moralità delinea la riservatezza del cittadino romano che preferisce parlare di certe cose in privato piuttosto che in pubblico, oltre a designare la castità e la dignità, in correlazione anche con la modestia.
Religio
Non era "religione" nel senso moderno della parola. Religio è legato al verbo latino religare, nel senso di "legare". Nella mente degli antichi romani, la religio ha rappresentato un legame tra la divinità e i mortali. Questo legame è più il rispetto e l'obbligo di soggezione e di superstizione, collegata alla pratiche religiose e alle usanze degli antichi Romani: sia gli uomini sia le donne avrebbero dovuto essere consapevoli di questi legami per onorare la divinità attraverso le osservanze religiose, nel tentativo di mantenere una pax deorum. In conformità con il sostantivo, l'aggettivo religiosus rappresentava un'esaltazione della pratica religiosa, fino al punto di sfiorare la superstizione. Secondo i Romani la religio è considerata come una parte necessaria della vita, in modo da mantenere l'ordine e la consuetudine nella comunità o in misura maggiore, nel mondo. La motivazione alla base di queste osservanze, non è moralmente fondata sui valori moderni giudaico-cristiani, ma sull'appagamento degli dei e l'aspettativa di premi. Per garantire una vittoria si fa la promessa di un tempio a una divinità, o, nella speranza di alleviare le difficoltà, i membri della comunità compiono sacrifici. Livio implica questa necessità nella sua descrizione della cattura della statua della dea Giunone da Veio. Rileva che si è contro la religio degli Etruschi se si tocca la statua, a meno che non si sia un membro del sacerdozio o lo si diventi per eredità. I soldati romani a loro volta, sono puliti, se non onorano la dea. Questo non è legato alla pietas e la sua moralità intrinseca, ma invece è stato correlato al concetto di cultus.
Simplicitas
È il concetto di vivere secondo le origini in maniera semplice tipico dell'età regia, nell'età repubblicana assumerà un notevole valore poiché questo verrà visto anche come esporsi a grossi rischi, poiché poneva il soggetto a non prestare attenzione ai pericoli, soprattutto durante il periodo dell'età imperiale, piena di giochi di potere e di personaggi ipocriti, come afferma Seneca. Così nell'età imperiale il valore della simplicitas assume un nuovo valore di atteggiamento spontaneo, rilassato, esercitandola però, con misura, cioè adattandosi alla nuova epoca, dove la simplicitas non basta più se non si vuole incorrere nel biasimo e nel disprezzo. Lo stesso Marziale parla di prudens simplicitas poiché non è più adatto ai tempi imperiali pieni di doppi giochi.
Urbanitas e rusticitas
Urbanitas indica il buon gusto e lo spirito naturali privi di eccessi dell'uomo elegante, una sorta di bon ton romano. Successivamente va in contrapposizione ai valori degli antichi romani a causa dell'influenza greca, poiché viene invece a delineare la raffinatezza in cerca di lusso, e a chi voleva apparire per forza alla moda in contrapposizione alla Rusticitas e all'Industria, ovvero chi si accontentava della vita semplice rustica della campagna dedita al lavoro.